# Filmjahr 2011
Liste der Filmjahre

◄◄ | ◄ | 2007 | 2008 | 2009 | 2010 | Filmjahr 2011 | 2012 | 2013 | 2014 | 2015 | ► | ►►

Weitere Ereignisse

## Top 10 der erfolgreichsten Filme

### In Deutschland
Die zehn erfolgreichsten Filme an den deutschen Kinokassen nach Besucherzahlen (Stand: 14. Januar 2013):
| Platz | Filmtitel                                          | Besucher  |
| ----- | -------------------------------------------------- | --------- |
| 1.    | Harry Potter und die Heiligtümer des Todes: Teil 2 | 6.468.501 |
| 2.    | Pirates of the Caribbean – Fremde Gezeiten         | 4.396.891 |
| 3.    | Kokowääh                                           | 4.317.017 |
| 4.    | Hangover 2                                         | 4.089.523 |
| 5.    | Breaking Dawn – Biss zum Ende der Nacht, Teil 1    | 3.492.788 |
| 6.    | Der gestiefelte Kater                              | 3.183.855 |
| 7.    | Die Schlümpfe                                      | 2.701.742 |
| 8.    | Transformers 3                                     | 2.572.592 |
| 9.    | Fast & Furious Five                                | 2.460.572 |
| 10.   | The King’s Speech                                  | 2.426.794 |

### In Österreich
Die Rentrak weist für Österreich im Jahr 2011 rund 15,8 Millionen Kinobesuche aus, das entspricht ein Minus von 4,2 % im Vergleich zum Vorjahr. Die Anzahl der Besuche liegt mit rund 0,9 Millionen aber über den Werten der Jahre 2007 und 2008. Das Box Office beträgt 124,3 Mio. Euro, was einem Minus von 3,5 Mio. Euro gegenüber 2010 entsprach. Das Kinopublikum konnte 2011 aus einem Angebot von 364 Filmen auswählen, was einem Plus von 40 Filmen gegenüber 2008 bzw. 15 Filmen gegenüber 2009 entsprach.
Die erfolgreichsten Filme an den österreichischen Kinokassen nach Besucherzahlen (Stand: Juli 2012):
| Platz | Filmtitel                                           | Besucher |
| ----- | --------------------------------------------------- | -------- |
| 1.    | Hangover 2                                          | 624.121  |
| 2.    | Harry Potter und die Heiligtümer des Todes – Teil 2 | 611.322  |
| 3.    | Pirates of the Caribbean – Fremde Gezeiten          | 603.200  |
| 4.    | Der gestiefelte Kater                               | 553.929  |
| 5.    | Die Schlümpfe                                       | 445.054  |
| 6.    | Breaking Dawn – Biss zum Ende der Nacht, Teil 1     | 439.524  |
| 7.    | Fast & Furious Five                                 | 351.378  |
| 8.    | Kung Fu Panda 2                                     | 330.704  |
| 9.    | Kokowääh                                            | 310.442  |
| 10.   | Rio                                                 | 298.892  |

### In den Vereinigten Staaten
Die zehn erfolgreichsten Filme an den US-amerikanischen Kinokassen nach Einspielergebnis in US-Dollar (Stand: 14. Januar 2013):
| Platz | Filmtitel                                           | Einnahmen     |
| ----- | --------------------------------------------------- | ------------- |
| 1.    | Harry Potter und die Heiligtümer des Todes – Teil 2 | 381.011.219 $ |
| 2.    | Transformers 3                                      | 352.390.543 $ |
| 3.    | Breaking Dawn – Biss zum Ende der Nacht, Teil 1     | 281.287.133 $ |
| 4.    | Hangover 2                                          | 254.464.305 $ |
| 5.    | Pirates of the Caribbean – Fremde Gezeiten          | 241.071.802 $ |
| 6.    | Fast & Furious Five                                 | 209.837.675 $ |
| 7.    | Mission: Impossible – Phantom Protokoll             | 209.397.903 $ |
| 8.    | Cars 2                                              | 191.452.396 $ |
| 9.    | Sherlock Holmes: Spiel im Schatten                  | 186.848.418 $ |
| 10.   | Thor                                                | 181.030.624 $ |

### Weltweit
Die zehn weltweit erfolgreichsten Filme nach Einspielergebnis in US-Dollar (Stand: 14. Januar 2013):
| Platz | Filmtitel                                           | Einnahmen       |
| ----- | --------------------------------------------------- | --------------- |
| 1.    | Harry Potter und die Heiligtümer des Todes – Teil 2 | 1.328.100.000 $ |
| 2.    | Transformers 3                                      | 1.123.700.000 $ |
| 3.    | Pirates of the Caribbean – Fremde Gezeiten          | 1.043.900.000 $ |
| 4.    | Breaking Dawn – Biss zum Ende der Nacht, Teil 1     | 712.200.000 $   |
| 5.    | Mission: Impossible – Phantom Protokoll             | 694.700.000 $   |
| 6.    | Kung Fu Panda 2                                     | 665.700.000 $   |
| 7.    | Fast & Furious Five                                 | 626.100.000 $   |
| 8.    | Hangover 2                                          | 581.500.000 $   |
| 9.    | Die Schlümpfe                                       | 563.700.000 $   |
| 10.   | Cars 2                                              | 559.900.000 $   |

## Ereignisse
- Der Österreichische Filmpreis wird am 27. Januar 2012 zum ersten Mal durch die Akademie des Österreichischen Films vergeben.

- Der Regisseur Peter Lilienthal (David) wird mit dem erstmals vom Bundesverband Regie ausgelobten Deutschen Regiepreis METROPOLIS für sein Lebenswerk geehrt.[5]

- Der im April 2011 im Bürgerkrieg in Libyen getötete Kriegsberichterstatter Tim Hetherington wird als erster Mensch postum zum Mitglied der Academy of Motion Picture Arts and Sciences ernannt.

## Filmpreise

### Bayerischer Filmpreis
Die Verleihung des Bayerischen Filmpreises 2010 fand am 14. Januar 2011 statt.
- Beste Produktion: Das Blaue vom Himmel
- Beste Darstellerin: Sophie Rois in Drei
- Bester Darsteller: Edgar Selge in Poll
- Beste Nachwuchsdarstellerin: Paula Beer in Poll
- Bester Nachwuchsdarsteller: Jacob Matschenz und Burak Yiğit in Bis aufs Blut – Brüder auf Bewährung
- Beste Regie: Tom Tykwer für Drei
- Bestes Drehbuch: Florian David Fitz für Vincent will Meer
- Ehrenpreis: Hannelore Elsner

### Golden Globe Award
Die Verleihung der Golden Globe Awards fand am 16. Januar 2011 statt.
- Bester Film (Drama): The Social Network
- Bester Film (Komödie/Musical): The Kids Are All Right
- Bester Regisseur: David Fincher (The Social Network)
- Beste Hauptdarstellerin (Drama): Natalie Portman (Black Swan)
- Beste Hauptdarstellerin (Komödie/Musical): Annette Bening (The Kids Are All Right)
- Bester Hauptdarsteller (Drama): Colin Firth (The King’s Speech)
- Bester Hauptdarsteller (Komödie/Musical): Paul Giamatti (Barney’s Version)
- Bester fremdsprachiger Film: In einer besseren Welt (Dänemark)

Vollständige Liste der Preisträger

### Sundance
Das 27. Sundance Film Festival fand vom 20. bis 30. Januar 2011 in Park City, Utah statt.
- Großer Preis der Jury: Spielfilm – Like Crazy – Regie: Drake Doremus
- Großer Preis der Jury: Dokumentarfilm – How to Die in Oregon – Regie: Peter Richardson
- Großer Preis der Jury „World Cinema“: Spielfilm – Happy Happy (Sykt lykkelig) – Regie: Anne Sewitsky
- Großer Preis der Jury „World Cinema“: Dokumentarfilm – Hell and Back Again – Regie: Danfung Dennis

Liste der Preisträger

### Österreichischer Filmpreis

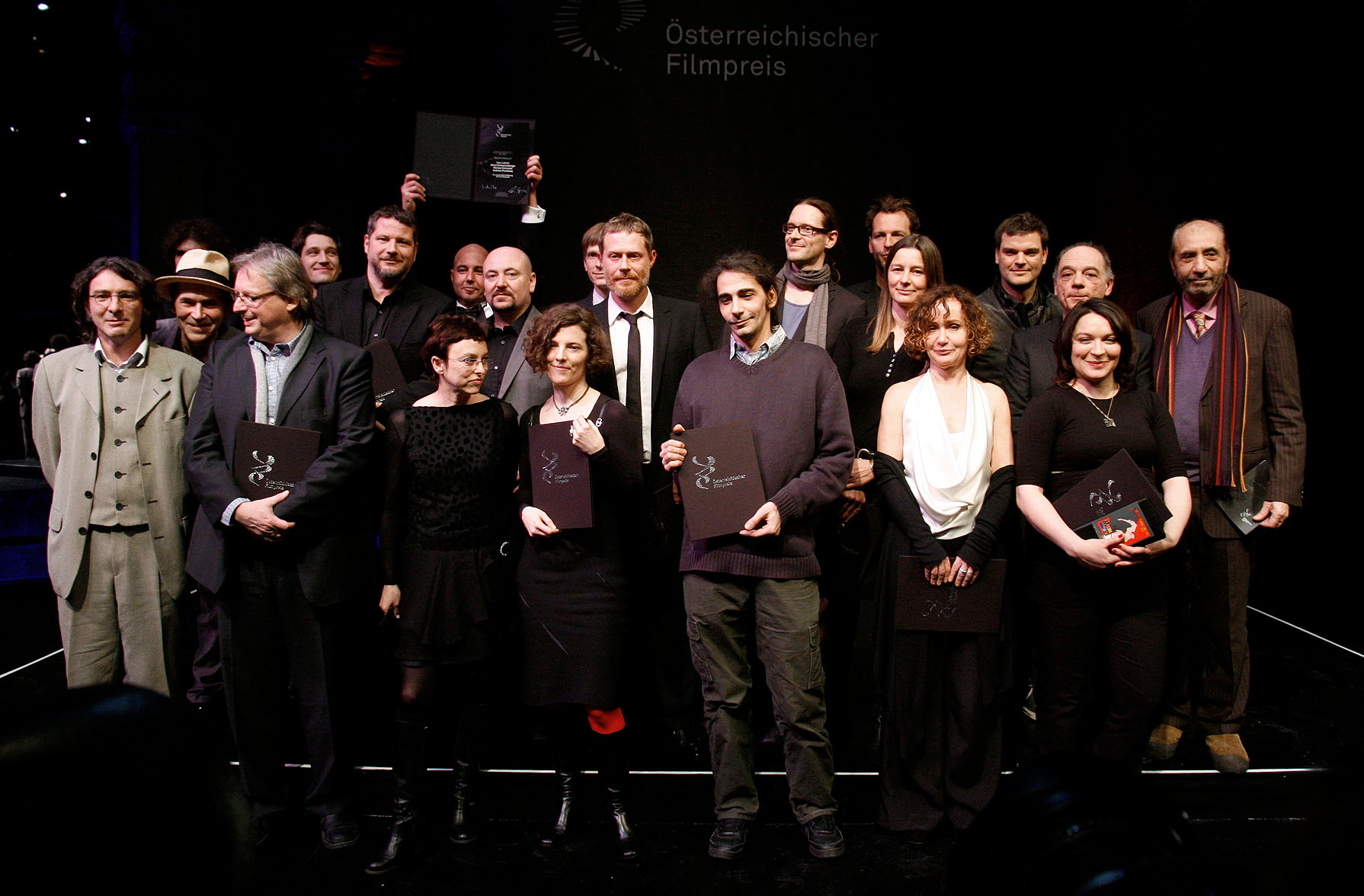
Preisträger des Österreichischen Filmpreises 2011

Die Verleihung des Österreichischen Filmpreises fand am 29. Januar 2011 statt.
- Bester Spielfilm: Die unabsichtliche Entführung der Frau Elfriede Ott
- Beste Regie: Benjamin Heisenberg für Der Räuber
- Bester Darsteller: Andreas Lust in Der Räuber
- Beste Darstellerin: Barbara Romaner in Mahler auf der Couch
- Bester Dokumentarfilm: Bock for President – Regie: Houchang Allahyari und Tom-Dariusch Allahyari

Vollständige Liste der Preisträger

### British Academy Film Award
Die BAFTA-Award-Verleihung fand am 13. Februar 2011 statt.
- Bester Film: The King’s Speech – Regie: Tom Hooper
- Bester britischer Film: The King’s Speech – Regie: Tom Hooper
- Beste Regie: David Fincher (The Social Network)
- Beste Hauptdarstellerin: Natalie Portman (Black Swan)
- Bester Hauptdarsteller: Colin Firth (The King’s Speech)
- Bester nicht-englischsprachiger Film: Verblendung (Schweden)

Vollständige Liste der Preisträger

### Berlinale
Die Internationalen Filmfestspiele Berlin fanden vom 10. Februar bis zum 20. Februar 2011 statt.
- Bester Film: Jodaeiye Nader az Simin – Regie: Asghar Farhadi
- Großer Preis der Jury: A Torinói ló – Regie: Béla Tarr
- Beste Regie: Ulrich Köhler (Schlafkrankheit)
- Bester Darsteller: Peyman Moadi, Babak Karimi und Ali-Asghar Shahbazi (Jodaeiye Nader az Simin)
- Beste Darstellerin: Leila Hatami, Shahab Hosseini, Sareh Bayat und Sarina Farhadi (Jodaeiye Nader az Simin)

Vollständige Liste der Preisträger

### César

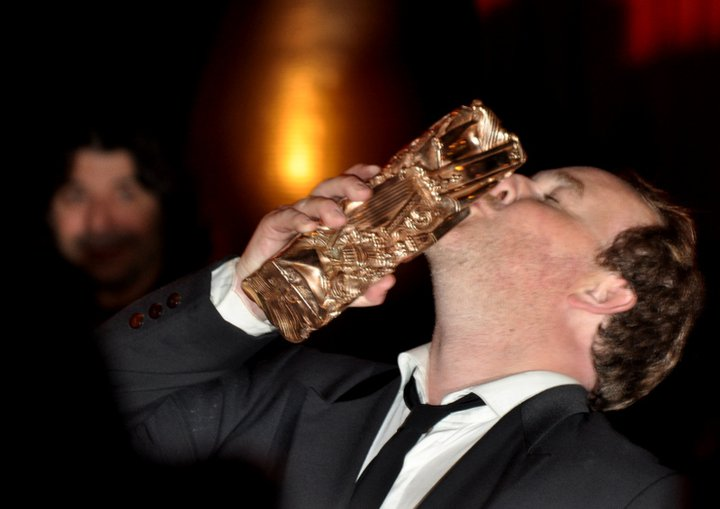
Beauvois mit seinem gewonnenen César für Von Menschen und Göttern (2011)

Die César-Verleihung fand am 25. Februar 2011 statt.
- Bester Film: Von Menschen und Göttern – Regie: Xavier Beauvois
- Bester Regisseur: Roman Polański (Der Ghostwriter)
- Bester Hauptdarsteller: Eric Elmosniono (Gainsbourg – Der Mann, der die Frauen liebte)
- Beste Hauptdarstellerin: Sara Forestier (Der Name der Leute)
- Bester fremdsprachiger Film: The Social Network (Vereinigte Staaten)

Vollständige Liste der Preisträger

### Oscar

Tom Hooper mit seinem gewonnenen Regie-Oscar für The King’s Speech und der Vorjahressiegerin Kathryn Bigelow

Die Oscar-Verleihung fand am 27. Februar 2011 statt.
- Bester Film: The King’s Speech – Regie: Tom Hooper
- Bester Regisseur: Tom Hooper (The King’s Speech)
- Beste Hauptdarstellerin: Natalie Portman (Black Swan)
- Bester Hauptdarsteller: Colin Firth (The King’s Speech)
- Bester fremdsprachiger Film: In einer besseren Welt (Dänemark)

Vollständige Liste der Preisträger

### Deutscher Filmpreis
Die Verleihung des Deutschen Filmpreises Lola fand am 8. April 2011 statt.
- Bester Spielfilm: Vincent will Meer – Regie: Ralf Huettner
- Beste Regie: Tom Tykwer (Drei)
- Bester Hauptdarsteller: Florian David Fitz (Vincent will Meer)
- Beste Hauptdarstellerin: Sophie Rois (Drei)

Vollständige Liste der Preisträger

### Cannes
Die 64. Internationalen Filmfestspiele von Cannes fanden vom 11. Mai bis 22. Mai 2011 statt.
- Goldene Palme: The Tree of Life – Regie: Terrence Malick
- Große Preis der Jury: ex-aequo Once Upon a Time in Anatolia – Regie: Nuri Bilge Ceylan und Der Junge mit dem Fahrrad – Regie: Jean-Pierre und Luc Dardenne
- Beste Regie: Nicolas Winding Refn (Drive)
- Bester Darsteller: Jean Dujardin (The Artist)
- Beste Darstellerin: Kirsten Dunst (Melancholia)
- Bestes Drehbuch: Joseph Cedar (Hearat Shulayim)

Vollständige Liste der Preisträger

### Venedig

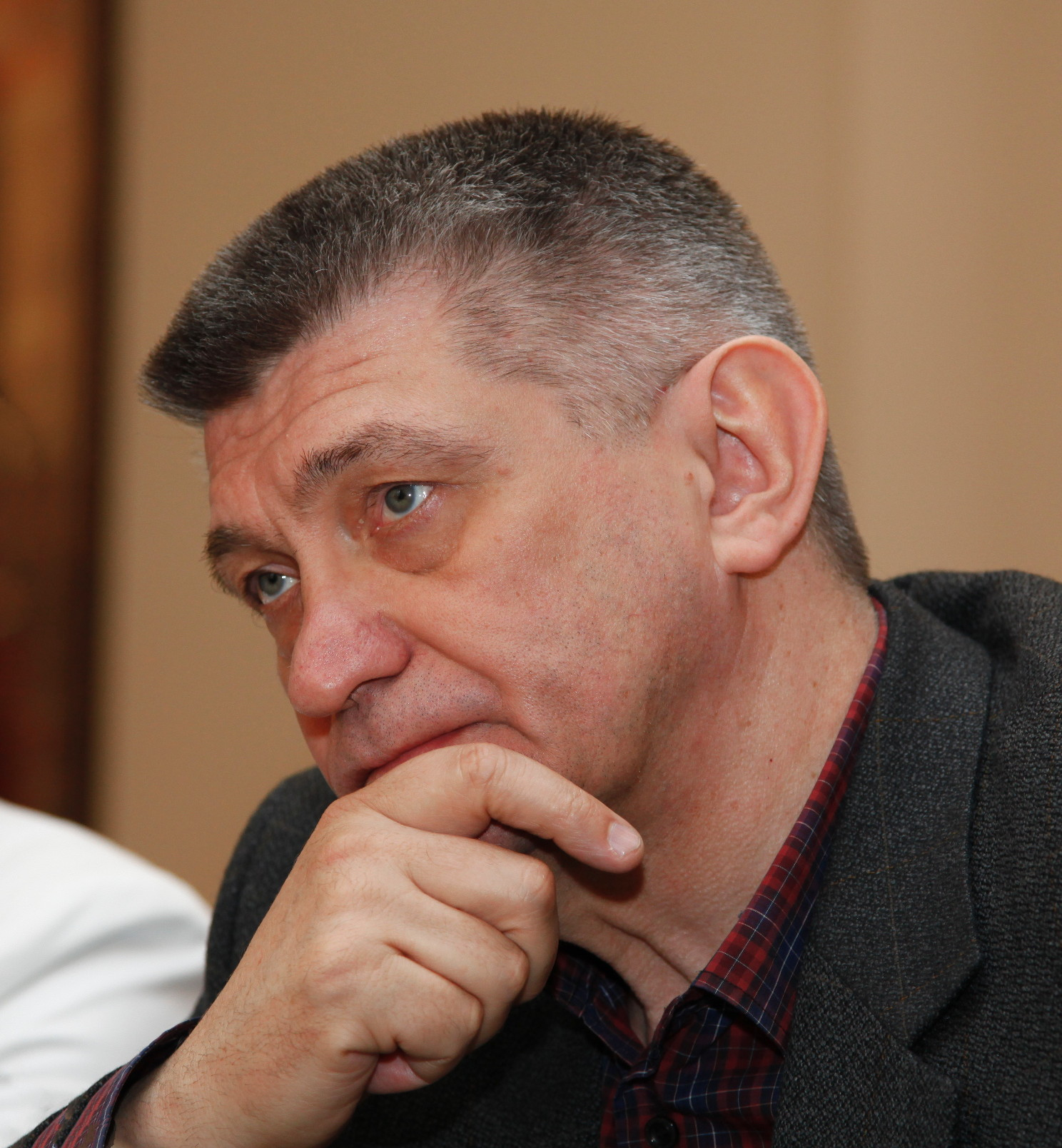
Alexander Sokurow (Faust)

- Goldener Löwe: Faust – Regie: Alexander Sokurow
- Silberner Löwe – Beste Regie: Cai Shangjun (Ren shan ren hai)
- Spezialpreis der Jury: Terraferma – Regie: Emanuele Crialese
- Coppa Volpi – Bester Darsteller: Michael Fassbender (Shame)
- Coppa Volpi – Beste Darstellerin: Deanie Ip (Tao Jie – Ein einfaches Leben)

Liste der Wettbewerbsbeiträge

### Europäischer Filmpreis
Der 24. Europäische Filmpreis wurde am 3. Dezember 2011 in Berlin verliehen.
- Bester europäischer Film: Melancholia – Regie: Lars von Trier
- Beste Regie: Susanne Bier (In einer besseren Welt)
- Bester Darsteller: Colin Firth (The King’s Speech)
- Beste Darstellerin: Tilda Swinton (We Need to Talk About Kevin)

Vollständige Liste der Preisträger

### Weitere Filmpreise und Auszeichnungen
- Deutscher Kurzfilmpreis: Spielfilme bis 7 Minuten: Und nun sehen Sie Folgendes von Erik Schmitt und Stephan Müller, Spielfilme bis 30 Minuten: Von Hunden und Pferden von Thomas Stuber,  Dokumentarfilm: Die Frau des Fotografen von Philip Widmann und Karsten Krause, Experimentalfilm: I’m Not the Enemy von Bjørn Melhus, Sonderpreis Spielfilme von 30 bis 78 Minuten: Louisa von Katharina Pethke.
- Festival d’Animation Annecy: Bester Langfilm: Die Katze des Rabbiners (Le Chat du rabbin) von Joann Sfar und Antoine Delesvaux; Bester Kurzfilm: Pixels von Patrick Jean; Beste Fernsehproduktion: Die Episode „The Quest“ der Fernsehserie Die fantastische Welt von Gumball.
- Festival Internacional de Cine de Donostia-San Sebastián: Goldene Muschel: Los pasos dobles von Isaki Lacuesta; Silberne Muschel: Filippos Tsitos für Adikos kosmos; Donostia Award: Glenn Close
- Filmpreis des Nordischen Rates: Bessere Zeiten von Pernilla August
- Gilde-Filmpreis: Nader und Simin – Eine Trennung (international), Almanya – Willkommen in Deutschland (national), Pina (Dokumentarfilm), Tom Sawyer (Kinderfilm)
- Hofer Filmtage: Filmpreis der Stadt Hof: Peter Kern, Förderpreis Deutscher Film Hof: Lars Petersen für Bastard und Julian Wagner für Die Farbe des Ozeans.
- Internationales Filmfestival Mannheim-Heidelberg: Großer Preis: Darragh Byrne für Parked, Rainer Werner Fassbinder-Preis und Publikumspreis: Sebastián Borensztein für Chinese zum Mitnehmen
- Internationales Filmfestival Warschau: Warsaw Grand Prix und Publikumspreis (Spielfilm): Róża (zu dt.: Rose) von Wojciech Smarzowski
- Lux-Filmpreis des EU-Parlaments: Les neiges du Kilimandjaro (zu dt.: Schnee auf dem Kilimandscharo) von Robert Guédiguian
- National Society of Film Critics Award: The Social Network von David Fincher

## 2011 Verstorbene

### Januar bis März
Januar

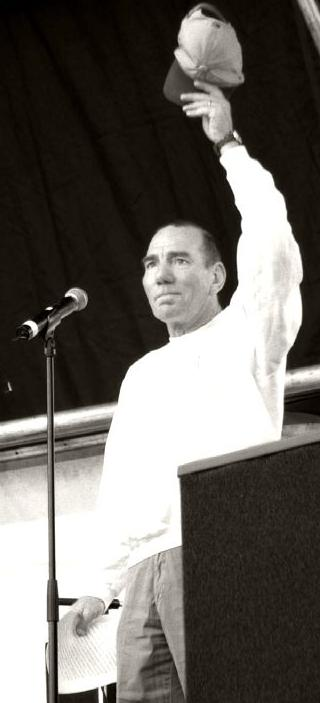
Pete Postlethwaite (1946–2011)

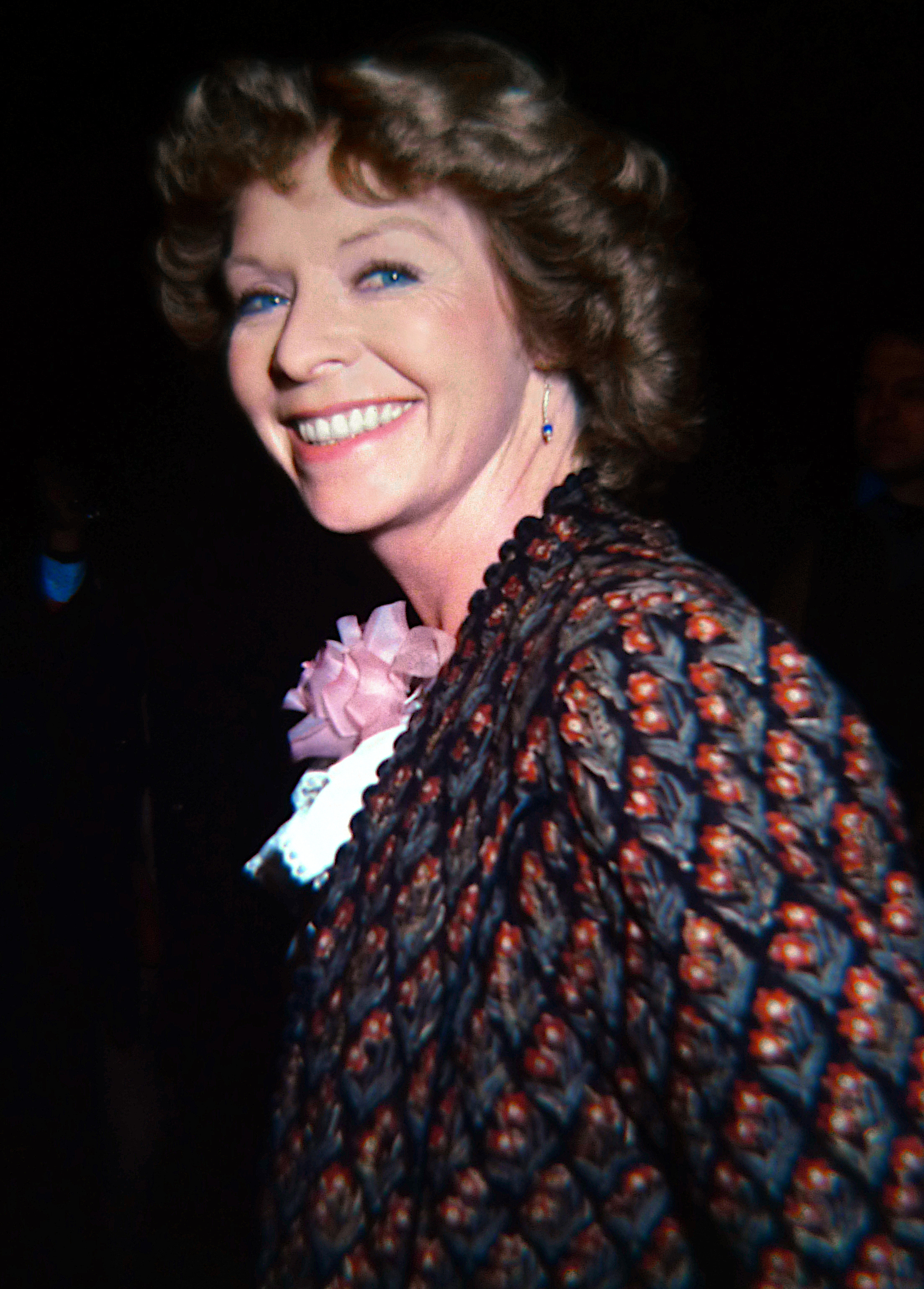
Susannah York (1939–2011)

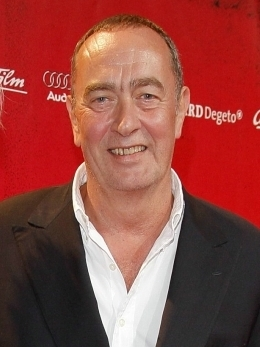
Bernd Eichinger (1949–2011)

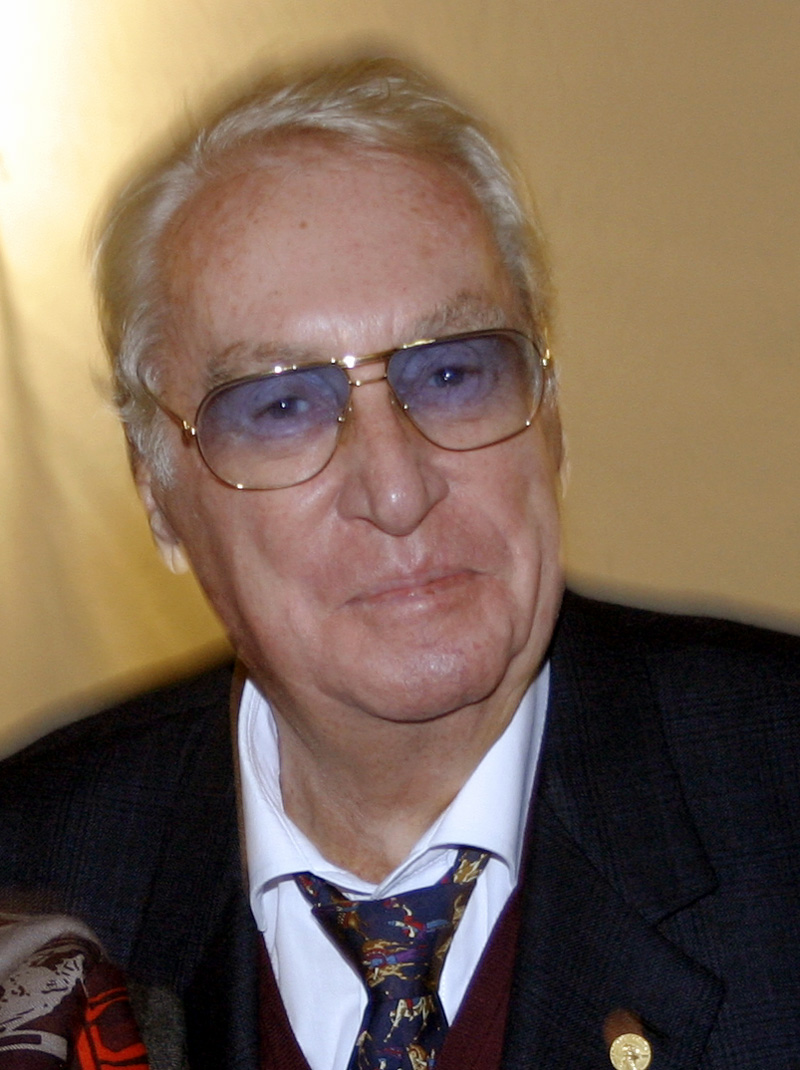
Helmut Ringelmann (1926–2011)

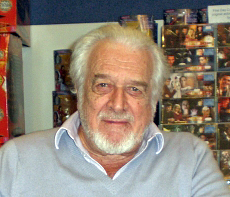
Nicholas Courtney (1929–2011)

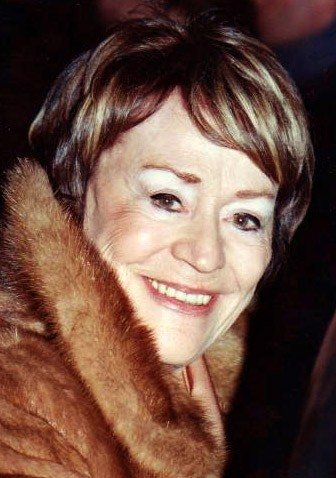
Annie Girardot (1931–2011)

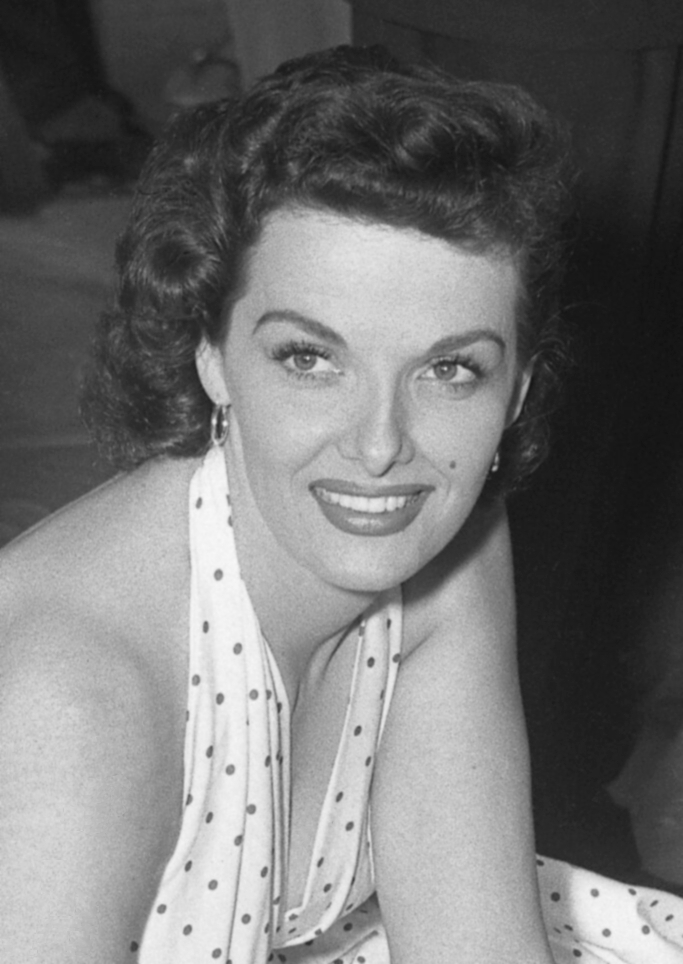
Jane Russell (1921–2011)

Wolfgang Spier (1920–2011)

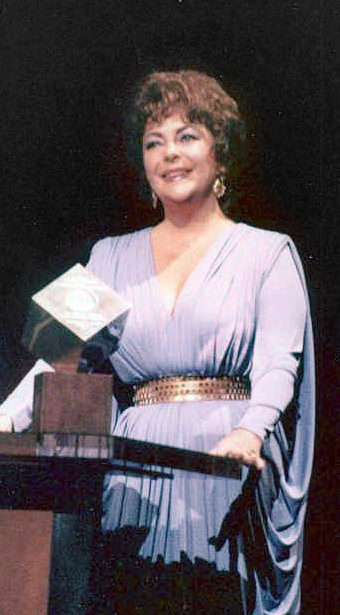
Elizabeth Taylor (1932–2011)

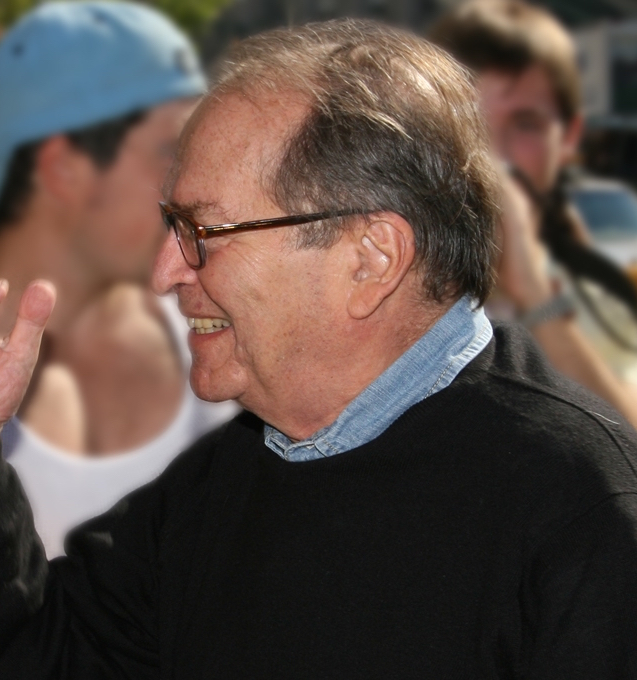
Sidney Lumet (1924–2011)

- 01. Januar: Gerd Michael Henneberg, deutscher Schauspieler (* 1922)
- 01. Januar: Flemming Jørgensen, dänischer Schauspieler (* 1947)
- 02. Januar: Anne Francis, US-amerikanische Schauspielerin (* 1930)
- 02. Januar: Pete Postlethwaite, britischer Schauspieler (* 1946)
- 02. Januar: Miriam Seegar, US-amerikanische Schauspielerin (* 1907)
- 02. Januar: Margot Stevenson, US-amerikanische Schauspielerin (* 1912)
- 02. Januar: Patricia Smith, US-amerikanische Schauspielerin (* 1930)
- 03. Januar: Jill Haworth, britische Schauspielerin (* 1945)
- 03. Januar: Josef Shiloach, israelischer Schauspieler (* 1941)
- 04. Januar: Hélio Ary, brasilianischer Schauspieler (* 1930)
- 06. Januar: Aron Kincaid, US-amerikanischer Schauspieler (* 1940)
- 06. Januar: Olli Maier, deutscher Schauspieler (* 1945)
- 07. Januar: Krzysztof Kolberger, polnischer Schauspieler (* 1950)
- 07. Januar: Mick Werup, deutscher Schauspieler (* 1958)
- 09. Januar: Juan Piquer Simón, spanischer Regisseur und Produzent (* 1935)
- 09. Januar: Peter Yates, britischer Regisseur und Produzent (* 1929)
- 10. Januar: John Dye, US-amerikanischer Schauspieler (* 1963)
- 11. Januar: David Nelson, US-amerikanischer Schauspieler, Regisseur und Produzent (* 1936)
- 11. Januar: Imo Moszkowicz, deutscher Schauspieler und Regisseur (* 1925)
- 12. Januar: Paul Picerni, US-amerikanischer Schauspieler (* 1922)
- 13. Januar: Hellmut Lange, deutscher Schauspieler und Synchronsprecher (* 1923)
- 14. Januar: Stephanie Glaser, schweizerische Schauspielerin (* 1920)
- 15. Januar: Susannah York, britische Schauspielerin (* 1939)
- 16. Januar: Miguel Ángel Álvarez, puerto-ricanischer Schauspieler (* 1928)
- 16. Januar: Augusto Algueró, spanischer Komponist (* 1934)
- 17. Januar: Gita Dey, indische Schauspielerin (* 1931)
- 20. Januar: Carolin Wosnitza, deutsche Pornodarstellerin (* 1987)
- 24. Januar: Bernd Eichinger, deutscher Produzent und Regisseur (* 1949)
- 26. Januar: Manfred Iwan Grunert, deutscher Regisseur (* 1934)
- 26. Januar: María Mercader, spanische Schauspielerin (* 1918)
- 27. Januar: Charlie Callas, US-amerikanischer Schauspieler (* 1927)
- 27. Januar: Mārtiņš Freimanis, lettischer Schauspieler (* 1977)
- 27. Januar: Alexander Stephan, deutscher Schauspieler (* 1945)
- 30. Januar: John Barry, britischer Komponist (* 1933)
- 31. Januar: Nildo Parente, brasilianischer Schauspieler (* 1936)
- 31. Januar: Michael Tolan, US-amerikanischer Schauspieler (* 1925)

Februar
- 01. Februar: Angelo D’Alessandro, italienischer Regisseur (* 1926)
- 01. Februar: Knut Risan, norwegischer Schauspieler (* 1930)
- 01. Februar: Oliver Stern, österreichischer Schauspieler (* 1959)
- 02. Februar: Defne Joy Foster, türkische Schauspielerin (* 1979)
- 02. Februar: Margaret John, britische Schauspielerin (* 1926)
- 03. Februar: Syra Marty, Schweizer Schauspielerin (* 1921)
- 03. Februar: Maria Schneider, französische Schauspielerin (* 1952)
- 04. Februar: Michael Habeck, deutscher Schauspieler (* 1944)
- 04. Februar: Lena Nyman, schwedische Schauspielerin (* 1944)
- 04. Februar: Tura Satana, US-amerikanische Schauspielerin (* 1935)
- 05. Februar: Omar Amiralay, syrischer Regisseur (* 1944)
- 05. Februar: Donald Peterman, US-amerikanischer Kameramann (* 1932)
- 05. Februar: Peggy Rea, US-amerikanische Schauspielerin (* 1921)
- 06. Februar: John Paul Getty III, US-amerikanischer Schauspieler (* 1956)
- 06. Februar: Per Grundén, schwedischer Schauspieler (* 1922)
- 10. Februar: Jeannette Batti, französische Schauspielerin (* 1921)
- 10. Februar: Bill Justice, US-amerikanischer Trickfilmzeichner (* 1914)
- 12. Februar: Peter Alexander, österreichischer Schauspieler (* 1926)
- 12. Februar: Betty Garrett, US-amerikanische Schauspielerin (* 1919)
- 12. Februar: Kenneth Mars, US-amerikanischer Schauspieler (* 1935)
- 13. Februar: Manuel Esperón, mexikanischer Komponist und Schauspieler (* 1911)
- 13. Februar: Larry Holden, britischer Schauspieler (* 1961)
- 13. Februar: T. P. McKenna, irischer Schauspieler (* 1929)
- 14. Februar: David F. Friedman, US-amerikanischer Produzent (* 1923)
- 15. Februar: Dorian Gray, italienische Schauspielerin (* 1928)
- 16. Februar: Alfred Burke, britischer Schauspieler (* 1918)
- 16. Februar: Len Lesser, US-amerikanischer Schauspieler (* 1922)
- 16. Februar: Otto Meissner, deutscher Produzent (* 1925)
- 17. Februar: Perry Moore, US-amerikanischer Produzent und Regisseur (* 1971)
- 18. Februar: Walter Seltzer, US-amerikanischer Produzent (* 1914)
- 19. Februar: Catherine Jourdan, französische Schauspielerin (* 1948)
- 20. Februar: Helmut Ringelmann, deutscher Produzent (* 1926)
- 22. Februar: Nicholas Courtney, britischer Schauspieler (* 1929)
- 26. Februar: Greg Goossen, US-amerikanischer Schauspieler (* 1945)
- 27. Februar: Amparo Muñoz, spanische Schauspielerin und Miss Universe (* 1954)
- 27. Februar: Gary Winick, US-amerikanischer Regisseur (* 1961)
- 28. Februar: Nick LaTour, US-amerikanischer Schauspieler (* 1926)
- 28. Februar: Joaquín Blanco, spanischer Schauspieler (* 1938)
- 28. Februar: Andreas Bisowski, deutscher Schauspieler (* 1973)
- 28. Februar: Annie Girardot, französische Schauspielerin (* 1931)
- 28. Februar: Jane Russell, US-amerikanische Schauspielerin (* 1921)

März
- 01. März: Herwig Seeböck, österreichischer Schauspieler (* 1939)
- 03. März: Irena Kwiatkowska, polnische Schauspielerin (* 1912)
- 04. März: Charles Jarrott, britischer Regisseur (* 1927)
- 08. März: Marina Coffa, italienische Schauspielerin (* 1951)
- 09. März: Peter Gavajda, deutscher Schauspieler (* 1942)
- 11. März: Hugh Martin, US-amerikanischer Komponist (* 1914)
- 12. März: Dietmar Mues, deutscher Schauspieler (* 1945)
- 12. März: Shifra Lerer, US-amerikanische Schauspielerin (* 1915)
- 13. März: Hans Christian, österreichischer Schauspieler (* 1929)
- 13. März: Andrés Resino, spanischer Schauspieler (* 1940)
- 15. März: Michel Fortin, französischer Schauspieler (* 1937)
- 17. März: Michael Gough, britischer Schauspieler (* 1916)
- 17. März: Hanna Köhler, deutsche Schauspielerin (* 1944)
- 18. März: Enzo Cannavale, italienischer Schauspieler (* 1928)
- 18. März: Wolfgang Spier, deutscher Schauspieler (* 1920)
- 19. März: Jörn Klamroth, deutscher Produzent (* 1944)
- 20. März: Bob Christo, australischer Schauspieler (* 1940)
- 21. März: Joe Wizan, US-amerikanischer Produzent (* 1935)
- 22. März: Hans Boskamp, niederländischer Schauspieler (* 1932)
- 22. März: Helen Stenborg, US-amerikanische Schauspielerin (* 1925)
- 23. März: Richard Leacock, britischer Regisseur (* 1921)
- 23. März: Elizabeth Taylor, US-amerikanisch-britische Schauspielerin (* 1932)
- 26. März: Donatello Dubini, Schweizer Regisseur (* 1955)
- 26. März: Roger Abbott, kanadischer Schauspieler (* 1946)
- 27. März: Farley Granger, US-amerikanischer Schauspieler (* 1925)
- 28. März: Wenche Foss, norwegische Schauspielerin (* 1917)
- 29. März: Iakovos Kambanellis, griechischer Drehbuchautor (* 1922)
- 30. März: Ljudmila Markowna Gurtschenko, russische Schauspielerin (* 1935)

### April bis Juni
April

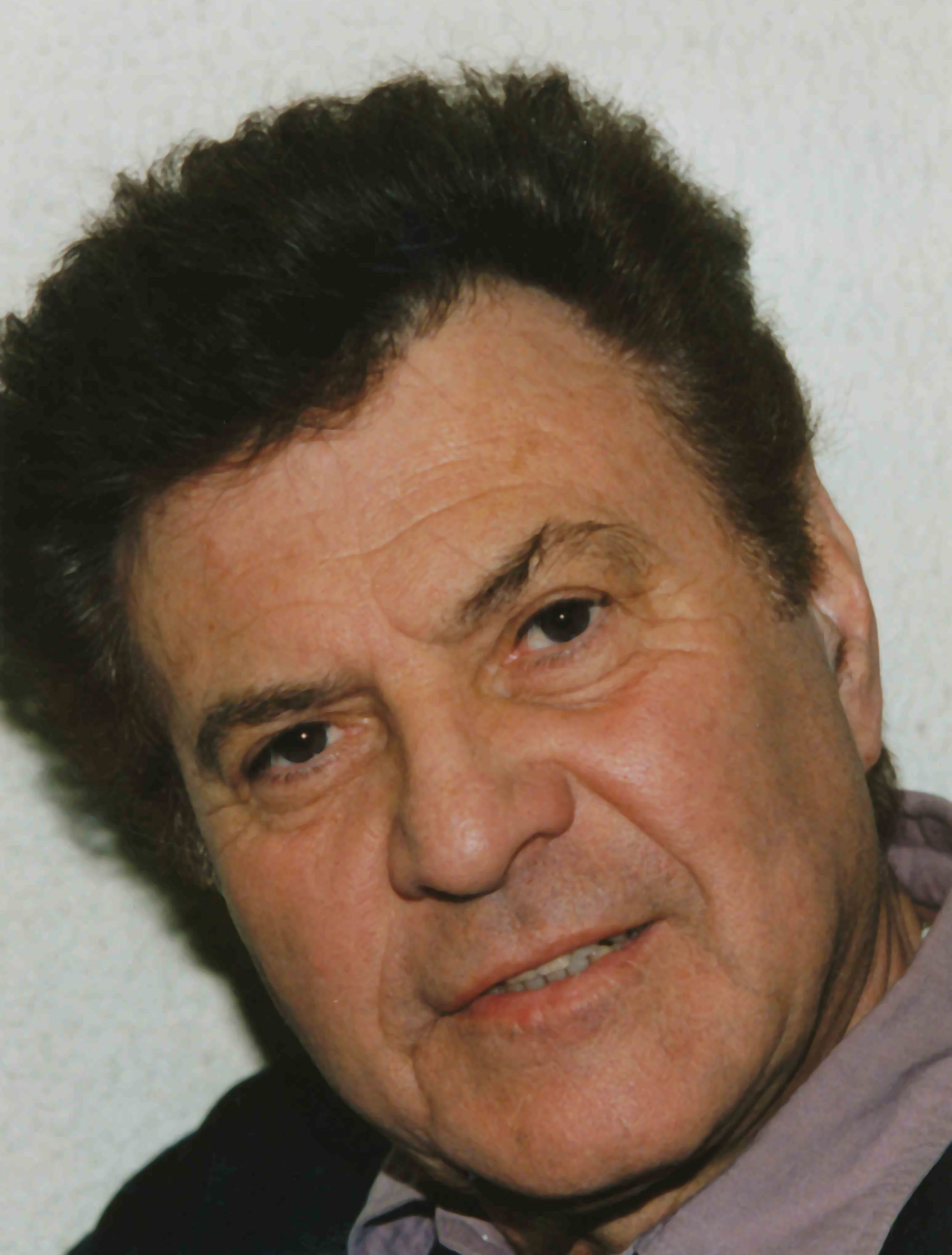
Erwin Strahl (1929–2011)

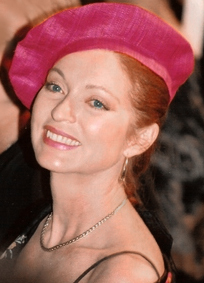
Marie-France Pisier (1944–2011)

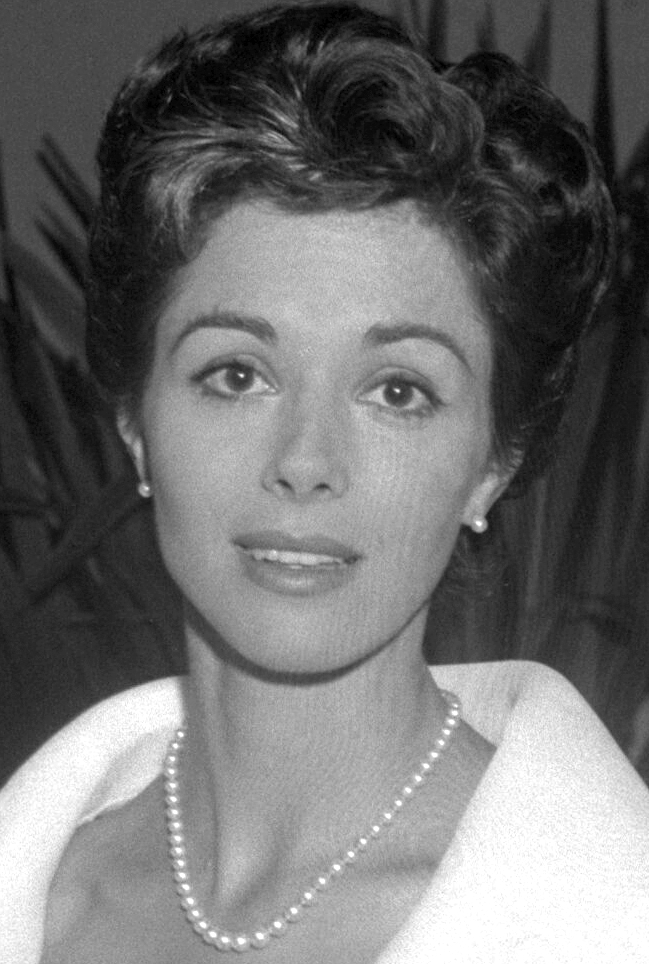
Dana Wynter (1931–2011)

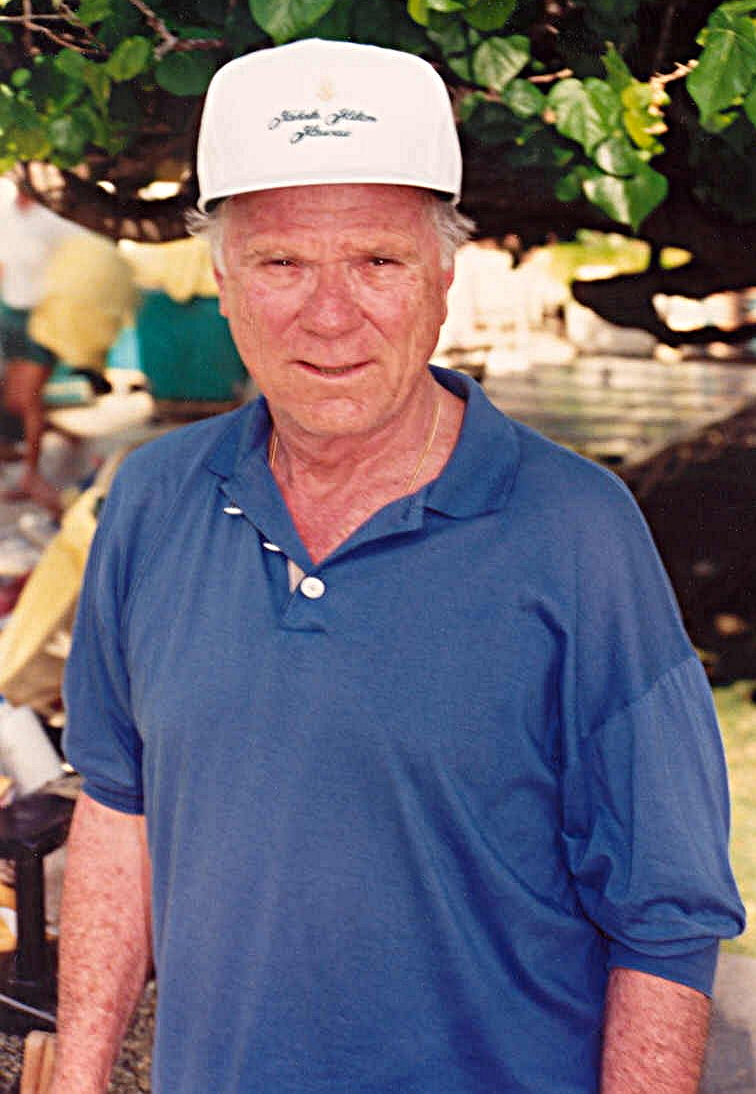
Jackie Cooper (1922–2011)

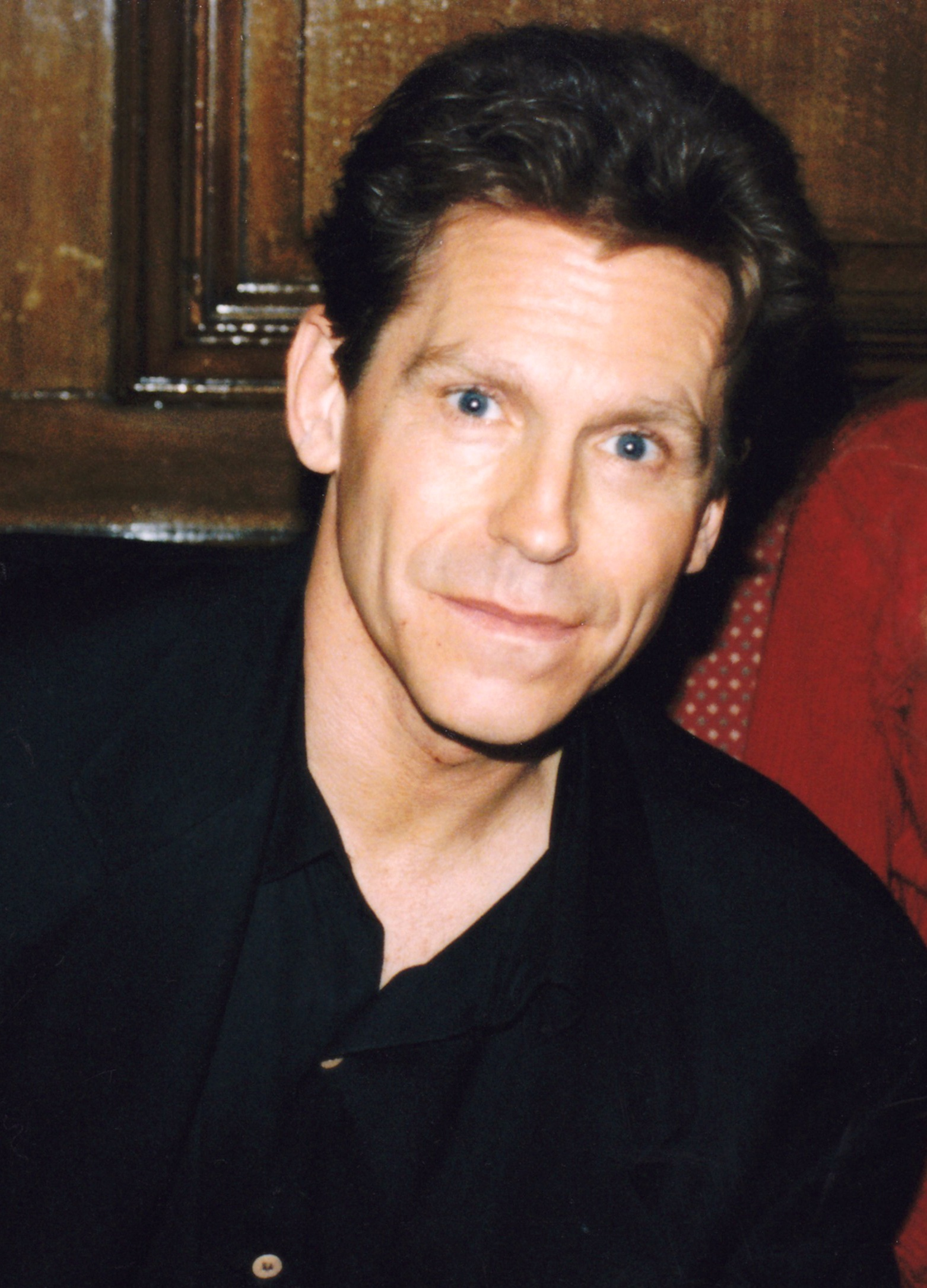
Jeff Conaway (1950–2011)

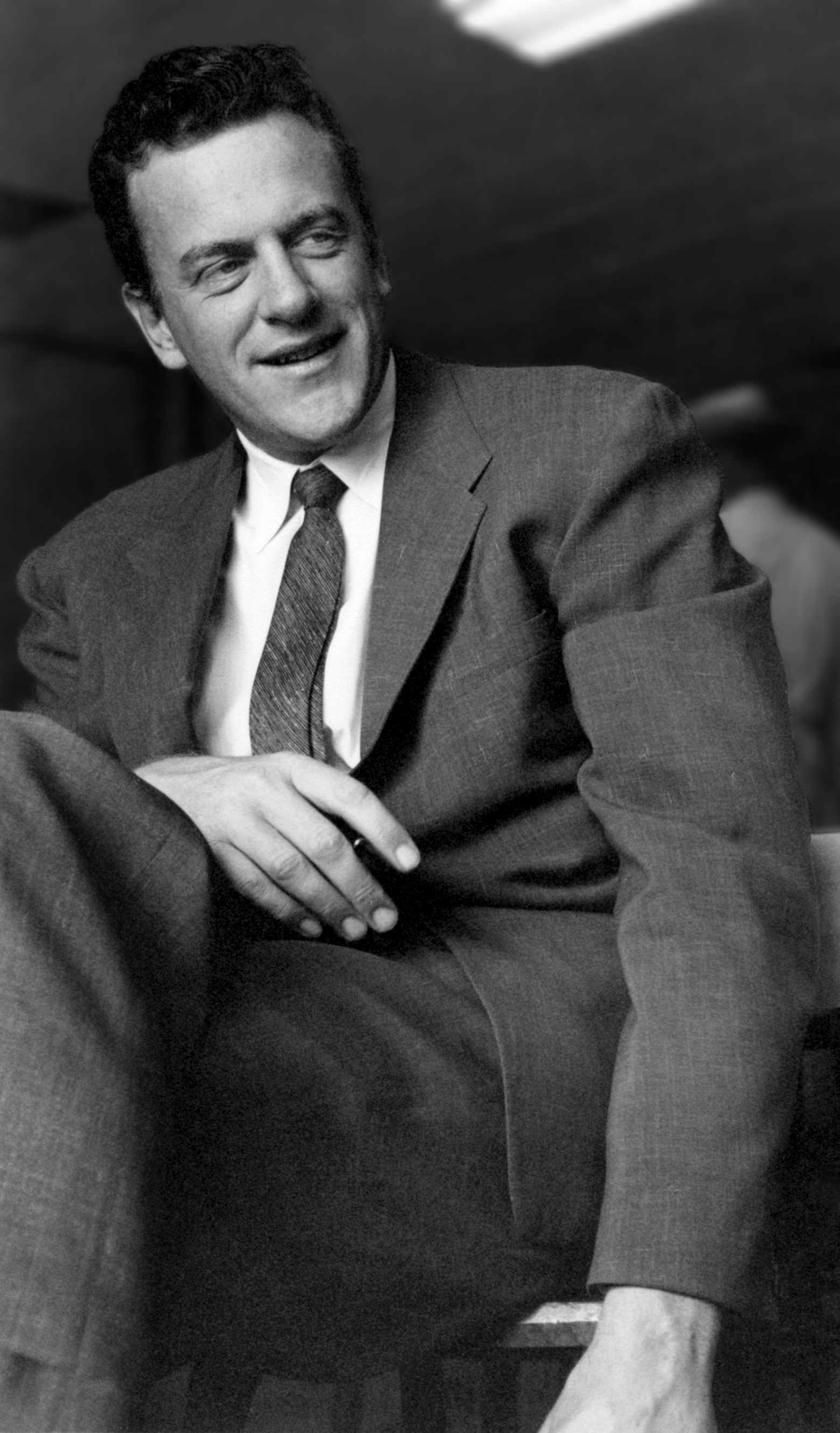
James Arness (1923–2011)

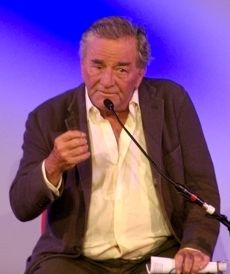
Peter Falk (1927–2011)

- 01. April: Benno Mieth, deutscher Schauspieler (* 1925)
- 02. April: Bill Varney, US-amerikanischer Tontechniker und Sound-Mixer (* 1934)
- 03. April: Kevin Jarre, US-amerikanischer Drehbuchautor und Produzent (* 1954)
- 04. April: Juliano Mer-Khamis, israelischer Schauspieler (* 1958)
- 04. April: Witta Pohl, deutsche Schauspielerin (* 1937)
- 04. April: Wayne Robson, kanadischer Schauspieler (* 1946)
- 05. April: Gianni Brezza, italienischer Schauspieler (* 1942)
- 06. April: Skip O’Brien, US-amerikanischer Schauspieler (* 1950)
- 08. April: Elena Zuasti, uruguayische Schauspielerin (* 1935)
- 09. April: Sidney Lumet, US-amerikanischer Regisseur (* 1924)
- 11. April: Angela Scoular, britische Schauspielerin (* 1945)
- 12. April: Sachin Bhowmick, indischer Drehbuchautor (* 1930)
- 13. April: Ferruccio Casacci, italienischer Schauspieler (* 1934)
- 14. April: Trevor Bannister, britischer Schauspieler (* 1934)
- 14. April: Jon Cedar, US-amerikanischer Schauspieler (* 1931)
- 14. April: Arthur Marx, US-amerikanischer Drehbuchautor (* 1921)
- 17. April: Michael Sarrazin, kanadischer Schauspieler (* 1940)
- 18. April: Stefanie Mühle, deutsche Schauspielerin (* 1962)
- 19. April: Serge Nubret, französischer Schauspieler (* 1938)
- 19. April: Wilhelm Dieter Siebert, deutscher Komponist (* 1931)
- 19. April: Elisabeth Sladen, britische Schauspielerin (* 1946)
- 20. April: Tim Hetherington, britischer Regisseur (* 1970)
- 20. April: Madelyn Pugh, US-amerikanische Drehbuchautorin (* 1921)
- 20. April: Erwin Strahl, österreichischer Schauspieler (* 1929)
- 21. April: Yoshiko Tanaka, japanische Schauspielerin (* 1956)
- 24. April: Marie-France Pisier, französische Schauspielerin (* 1944)
- 26. April: Roger Gimbel, US-amerikanischer Produzent (* 1925)
- 28. April: William Campbell, US-amerikanischer Schauspieler (* 1926)
- 30. April: Harry S. Morgan, deutscher Regisseur (* 1945)

Mai
- 03. Mai: Jackie Cooper, US-amerikanischer Schauspieler und Regisseur (* 1922)
- 03. Mai: Thanasis Vengos, griechischer Schauspieler und Regisseur (* 1927)
- 03. Mai: Hüseyin Zan, türkischer Schauspieler (* 1930)
- 04. Mai: Mary Murphy, US-amerikanische Schauspielerin (* 1931)
- 04. Mai: Sada Thompson, US-amerikanische Schauspielerin (* 1929)
- 05. Mai: Arthur Laurents, US-amerikanischer Drehbuchautor (* 1917)
- 05. Mai: Dana Wynter, britische Schauspielerin (* 1931)
- 06. Mai: Gunter Sachs, deutsch-schweizerischer Regisseur (* 1932)
- 07. Mai: Ross Hagen, US-amerikanischer Schauspieler und Regisseur (* 1938)
- 08. Mai: Hilton Rosemarin, US-amerikanische Bühnenbildnerin (* 1952)
- 09. Mai: Dolores Fuller, US-amerikanische Schauspielerin (* 1923)
- 11. Mai: Helmut Fiebig, deutscher Filmkritiker (* 1956)
- 12. Mai: Michael Althen, deutscher Filmkritiker (* 1962)
- 13. Mai: Heimo Bachstein, deutscher Produzent (* 1937)
- 13. Mai: George Bloomfield, kanadischer Regisseur und Schauspieler (* 1930)
- 13. Mai: Wolfgang Ostberg, deutscher Schauspieler (* 1939)
- 13. Mai: Bruce Ricker, US-amerikanischer Produzent (* 1942)
- 15. Mai: Barbara Stuart, US-amerikanische Schauspielerin (* 1930)
- 16. Mai: Edward Hardwicke, britischer Schauspieler (* 1932)
- 17. Mai: Lothar Michael Schmitt, deutscher Regisseur (* 1931)
- 19. Mai: Phyllis Avery, US-amerikanische Schauspielerin (* 1922)
- 21. Mai: Hiroyuki Nagato, japanischer Schauspieler (* 1934)
- 21. Mai: Bill Hunter, australischer Schauspieler (* 1940)
- 22. Mai: Joseph Brooks, US-amerikanischer Produzent und Regisseur (* 1938)
- 22. Mai: Chidananda Dasgupta, indischer Regisseur und Filmkritiker (* 1921)
- 23. Mai: Fritz Schediwy, deutscher Schauspieler (* 1943)
- 24. Mai: Thomas Hörbiger, österreichischer Schauspieler (* 1931)
- 25. Mai: Edward Żentara, polnischer Schauspieler (* 1956)
- 26. Mai: Peter Boom, italienischer Schauspieler (* 1936)
- 27. Mai: Armando Bandini, italienischer Schauspieler (* 1926)
- 27. Mai: Janet Brown, britische Schauspielerin (* 1923)
- 27. Mai: Jeff Conaway, US-amerikanischer Schauspieler (* 1950)
- 30. Mai: Ricky Bruch, schwedischer Schauspieler (* 1946)
- 30. Mai: Clarice Taylor, US-amerikanische Schauspielerin (* 1917)
- 31. Mai: Adolfas Mekas, litauischer Regisseur (* 1925)

Juni
- 01. Juni: Franz Geiger, deutscher Schauspieler und Regisseur (* 1921)
- 01. Juni: Manolo Otero, spanischer Schauspieler (* 1942)
- 03. Juni: James Arness, US-amerikanischer Schauspieler (* 1923)
- 03. Juni: Miriam Karlin, britische Schauspielerin (* 1925)
- 04. Juni: Curth Flatow, deutscher Drehbuchautor (* 1920)
- 04. Juni: Maurice Garrel, französischer Schauspieler (* 1923)
- 04. Juni: Donald Hewlett, britischer Schauspieler (* 1922)
- 06. Juni: John Boswall, britischer Schauspieler (* 1920)
- 07. Juni: Jorge Semprún, spanischer Drehbuchautor (* 1923)
- 08. Juni: John Mackenzie, britischer Regisseur (* 1928)
- 08. Juni: Paul Massie, kanadischer Schauspieler (* 1932)
- 10. Juni: Erich Schlossarek, deutscher Drehbuchautor (* 1928)
- 11. Juni: Gunnar Fischer, schwedischer Kameramann (* 1910)
- 12. Juni: Laura Ziskin, US-amerikanische Produzentin (* 1950)
- 14. Juni: Peter Schamoni, deutscher Regisseur und Produzent (* 1934)
- 14. Juni: Badi Uzzaman, britischer Schauspieler (* 1939)
- 17. Juni: Angela Brunner, deutsche Schauspielerin (* 1931)
- 20. Juni: Ryan Dunn, US-amerikanischer Schauspieler (* 1977)
- 20. Juni: Pedro Hestnes, portugiesischer Schauspieler (* 1962)
- 22. Juni: David Rayfiel, US-amerikanischer Drehbuchautor (* 1923)
- 22. Juni: Norbert Schwientek, deutscher Schauspieler (* 1942)
- 23. Juni: Peter Falk, US-amerikanischer Schauspieler (* 1927)
- 23. Juni: Fred Steiner, US-amerikanischer Komponist (* 1923)
- 24. Juni: Alvaro Mancori, italienischer Kameramann und Produzent (* 1923)
- 25. Juni: Alice Playten, US-amerikanische Schauspielerin (* 1947)
- 25. Juni: Margaret Tyzack, britische Schauspielerin (* 1931)
- 26. Juni: Edith Fellows, US-amerikanische Schauspielerin (* 1923)
- 27. Juni: Elaine Stewart, US-amerikanische Schauspielerin (* 1930)
- 28. Juni: Angélico Vieira, portugiesischer Schauspieler (* 1982)
- 29. Juni: Billy Beck, US-amerikanischer Schauspieler (* 1926)

### Juli bis September
Juli

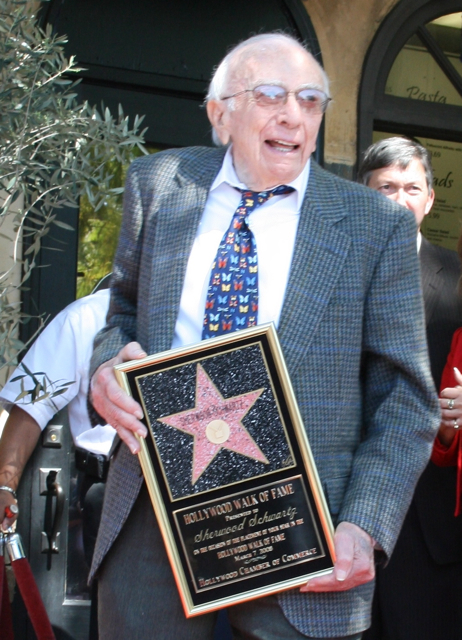
Sherwood Schwartz (1916–2011)

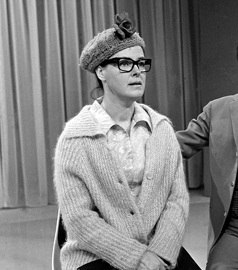
Ina van Faassen (1928–2011)

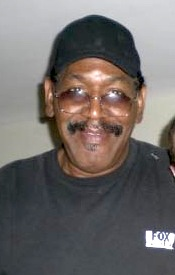
Bubba Smith (1945–2011)

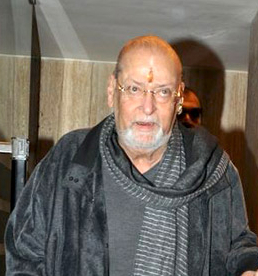
Shammi Kapoor (1931–2011)

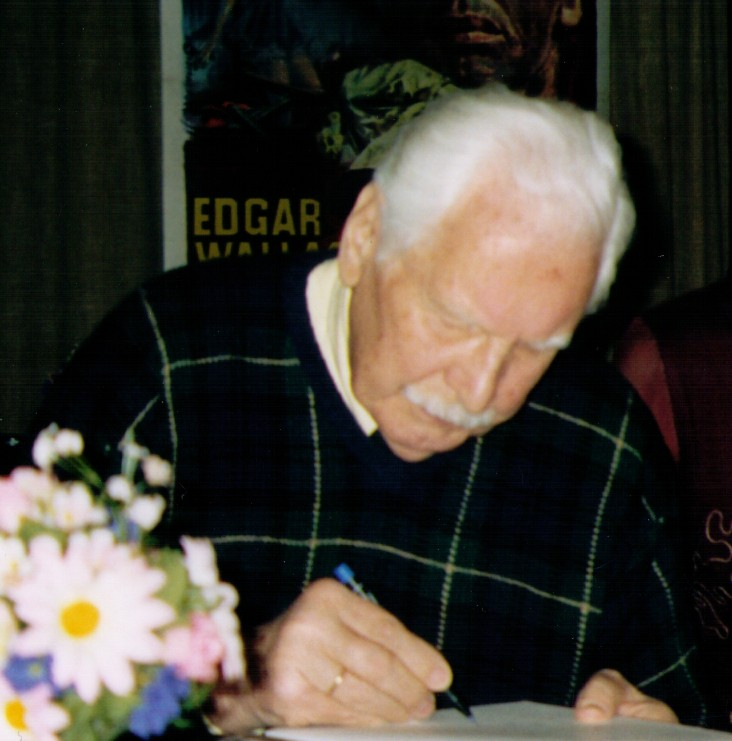
Friedrich Schoenfelder (1916–2011)

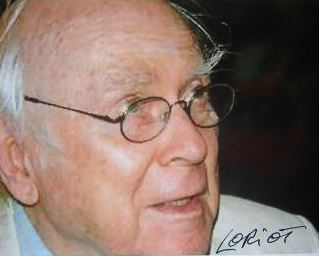
Loriot (1923–2011)

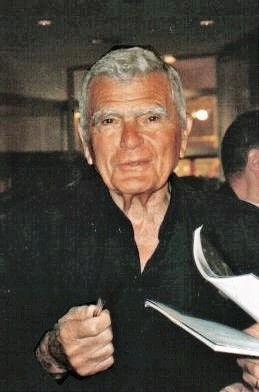
Janusz Morgenstern (1922–2011)

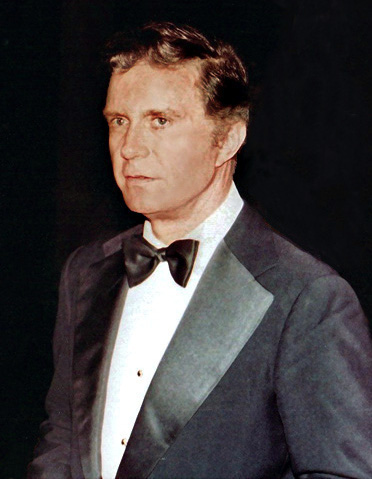
Cliff Robertson (1923–2011)

Andy Whitfield (1971–2011)

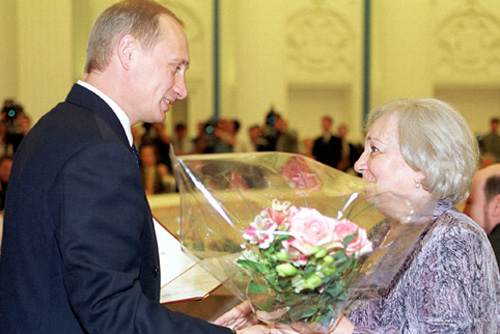
Tatjana Liosnowa (1924–2011)

- 03. Juli: Anna Massey, britische Schauspielerin (* 1937)
- 03. Juli: Timo Rüggeberg, deutscher Schauspieler (* 1989)
- 04. Juli: Maria Kwiatkowsky, deutsche Schauspielerin (* 1985)
- 05. Juli: Oswald Döpke, deutscher Regisseur und Schauspieler (* 1923)
- 05. Juli: Dušan Janićijević, serbischer Schauspieler (* 1932)
- 05. Juli: Gordon Tootoosis, kanadischer Schauspieler (* 1941)
- 06. Juli: Mani Kaul, indischer Regisseur und Drehbuchautor (* 1944)
- 06. Juli: Oliver Storz, deutscher Drehbuchautor, Regisseur und Produzent (* 1929)
- 08. Juli: Roberts Blossom, US-amerikanischer Schauspieler (* 1924)
- 10. Juli: Bruno Garbuglia, italienischer Drehbuchautor (* 1952)
- 12. Juli: Sherwood Schwartz, US-amerikanischer Produzent und Drehbuchautor (* 1916)
- 13. Juli: Heinz Reincke, deutsch-österreichischer Schauspieler (* 1925)
- 14. Juli: Leo Kirch, deutscher Produzent und Medienunternehmer (* 1926)
- 14. Juli: Hal John Norman, US-amerikanischer Schauspieler (* 1911)
- 14. Juli: Antonio Prieto, chilenischer Schauspieler (* 1927)
- 16. Juli: Googie Withers, britische Schauspielerin (* 1917)
- 17. Juli: John Kraaijkamp sr., niederländischer Schauspieler (* 1925)
- 17. Juli: David Ngoombujarra, australischer Schauspieler (* 1967)
- 18. Juli: Bhagwan Das Garga, indischer Dokumentarfilmer und Filmhistoriker (* 1924)
- 18. Juli: Edson Stroll, US-amerikanischer Schauspieler (* 1930)
- 19. Juli: Sheila Burrell, britische Schauspielerin (* 1922)
- 19. Juli: Yoshio Harada, japanischer Schauspieler (* 1940)
- 19. Juli: Jacques Jouanneau, französischer Schauspieler (* 1926)
- 19. Juli: Serena Michelotti, italienische Schauspielerin (* 1944)
- 21. Juli: Herbert Nußbaum, deutscher Schauspieler (* 1929)
- 22. Juli: Tom Aldredge, US-amerikanischer Schauspieler (* 1928)
- 22. Juli: Linda Christian, US-amerikanisch-mexikanische Schauspielerin (* 1923)
- 23. Juli: Toyoo Ashida, japanischer Regisseur und Character-Designer (* 1944)
- 23. Juli: Ina van Faassen, niederländische Schauspielerin (* 1928)
- 23. Juli: Christopher Mayer, US-amerikanischer Schauspieler (* 1954)
- 24. Juli: G. D. Spradlin, US-amerikanischer Schauspieler (* 1920)
- 25. Juli: Michael Cacoyannis, zypriotisch-griechischer Regisseur und Drehbuchautor (* 1922)
- 25. Juli: Ravichandran, indischer Schauspieler, Drehbuchautor und Regisseur (* 1940)
- 26. Juli: Silvio Narizzano, kanadischer Regisseur und Produzent (* 1927)
- 27. Juli: Polly Platt, US-amerikanische Produktionsdesignerin, Regisseurin und Drehbuchautorin (* 1939)
- 28. Juli: Bernd Clüver, deutscher Schauspieler und Sänger (* 1948)
- 29. Juli: Nella Martinetti, schweizerische Schauspielerin (* 1946)
- 31. Juli: Binka Scheljaskowa, bulgarische Regisseurin (* 1923)

August
- 01. August: Schanna Prochorenko, ukrainische Schauspielerin (* 1940)
- 02. August: Richard Pearson, britischer Schauspieler (* 1918)
- 03. August: Annette Charles, US-amerikanische Schauspielerin (* 1948)
- 03. August: Bubba Smith, US-amerikanischer Schauspieler (* 1945)
- 05. August: Jennifer Minetti, deutsche Schauspielerin (* 1940)
- 05. August: Francesco Quinn, italienisch-US-amerikanischer Schauspieler (* 1963)
- 06. August: John Wood, britischer Schauspieler (* 1930)
- 07. August: Brigitte Borchert, deutsche Schauspielerin (* 1910)
- 08. August: Pino Ferrara, italienischer Schauspieler (* 1929)
- 08. August: Hind Rostom, ägyptische Schauspielerin (* 1929)
- 08. August: Jiřina Švorcová, tschechoslowakische Schauspielerin (* 1928)
- 13. August: Tareque Masud, bangladeschischer Regisseur (* 1957)
- 13. August: Ellen Winther, dänische Schauspielerin (* 1933)
- 14. August: Jekaterina Golubewa, russisch-französische Schauspielerin (* 1966)
- 14. August: Shammi Kapoor, indischer Schauspieler (* 1931)
- 14. August: Friedrich Schoenfelder, deutscher Schauspieler (* 1916)
- 16. August: Huw Ceredig, britischer Schauspieler (* 1942)
- 17. August: Gualtiero Jacopetti, italienischer Regisseur (* 1919)
- 19. August: Raúl Ruiz, chilenisch-französischer Regisseur (* 1941)
- 19. August: Jimmy Sangster, britischer Drehbuchautor und Regisseur (* 1927)
- 20. August: Reza Badiyi, iranischer Regisseur (* 1930)
- 22. August: John Howard Davies, britischer Schauspieler und Regisseur (* 1939)
- 22. August: Jesper Klein, dänischer Schauspieler (* 1944)
- 22. August: Jerry Leiber, US-amerikanischer Songwriter (* 1933)
- 22. August: Loriot, deutscher Schauspieler, Drehbuchautor und Regisseur (* 1923)
- 22. August: Michael Showers, US-amerikanischer Schauspieler (* 1966)
- 24. August: Frank DiLeo, US-amerikanischer Musikmanager und Schauspieler (* 1947)
- 24. August: Jack Hayes, US-amerikanischer Komponist (* 1919)
- 26. August: Ansano Giannarelli, italienischer Regisseur (* 1933)
- 27. August: Eve Brent, US-amerikanische Schauspielerin (* 1929)
- 27. August: Nico Minardos, griechisch-amerikanischer Schauspieler (* 1930)
- 27. August: Ija Sergejewna Sawwina, russische Schauspielerin (* 1936)
- 28. August: Heinz Drewniok, deutscher Schauspieler (* 1949)
- 29. August: Jumpei Takiguchi, japanischer Schauspieler (* 1931)
- 30. August: José Castillo, spanischer Schauspieler (* 1921)
- 31. August: Rosel Zech, deutsche Schauspielerin (* 1940)

September
- 01. September: Brian Reilly, US-amerikanischer Produzent (* 1946)
- 04. September: Carlos Ballesteros, spanischer Schauspieler (* 1935)
- 04. September: Jag Mundhra, indischer Regisseur, Drehbuchautor und Filmeditor (* 1948)
- 06. September: George Kuchar, US-amerikanischer Regisseur (* 1942)
- 06. September: Janusz Morgenstern, polnischer Regisseur (* 1922)
- 06. September: Joachim Brennecke, deutscher Schauspieler (* 1919)
- 08. September: Mary Fickett, US-amerikanische Schauspielerin (* 1928)
- 10. September: Cliff Robertson, US-amerikanischer Schauspieler (* 1923)
- 11. September: Juri Kusmenkow, russischer Schauspieler (* 1941)
- 11. September: Andy Whitfield, australischer Schauspieler (* 1971)
- 13. September: Jack Garner, US-amerikanischer Schauspieler (* 1926)
- 13. September: John Calley, US-amerikanischer Produzent (* 1930)
- 14. September: Jorge Lavat, US-amerikanischer Schauspieler (* 1933)
- 15. September: Frances Bay, kanadische Schauspielerin (* 1919)
- 15. September: Otakar Vávra, tschechischer Drehbuchautor und Regisseur (* 1911)
- 16. September: Jordi Dauder, spanischer Schauspieler (* 1938)
- 16. September: Zuzana Drízhalová, tschechische Schauspielerin (* 1975)
- 16. September: Norma Eberhardt, US-amerikanische Schauspielerin (* 1929)
- 17. September: Magda Teresa Wójcik, polnische Schauspielerin (* 1934)
- 18. September: Ivo Škrabalo, kroatischer Drehbuchautor und Kritiker (* 1934)
- 18. September: Tomasz Zygadło, polnischer Drehbuchautor und Regisseur (* 1947)
- 19. September: John Dunning, kanadischer Produzent und Drehbuchautor (* 1927)
- 20. September: Gaby Stenberg, schwedische Schauspielerin (* 1923)
- 21. September: Paulette Dubost, französische Schauspielerin (* 1910)
- 21. September: Ben Feleo, philippinischer Drehbuchautor und Regisseur (* 1926)
- 21. September: Naoki Sugiura, japanischer Schauspieler (* 1931)
- 22. September: Jonathan Cecil, britischer Schauspieler (* 1939)
- 24. September: Surinder Kapoor, indischer Produzent und Regisseur (* 1925)
- 24. September: Sissy Löwinger, österreichische Schauspielerin (* 1941)
- 25. September: Denis Cannan, britischer Drehbuchautor (* 1919)
- 26. September: David Zelag Goodman, US-amerikanischer Drehbuchautor (* 1930)
- 26. September: Jerry Haynes, US-amerikanischer Schauspieler (* 1927)
- 26. September: Uan Rasey, US-amerikanischer Musiker (* 1921)
- 27. September: David Croft, britischer Drehbuchautor, Produzent und Regisseur (* 1922)
- 27. September: Erik Wedersøe, dänischer Schauspieler und Regisseur (* 1938)
- 28. September: Maple Batalia, indisch-kanadische Schauspielerin (* 1992)
- 29. September: Tatjana Liosnowa, sowjetische Regisseurin (* 1924)
- 30. September: Gaspar Henaine, mexikanischer Schauspieler (* 1926)

### Oktober bis Dezember
Oktober

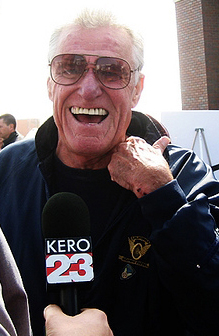
Charles Napier (1936–2011)

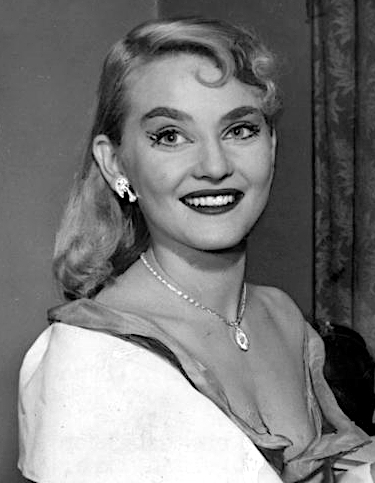
Diane Cilento (1932–2011)

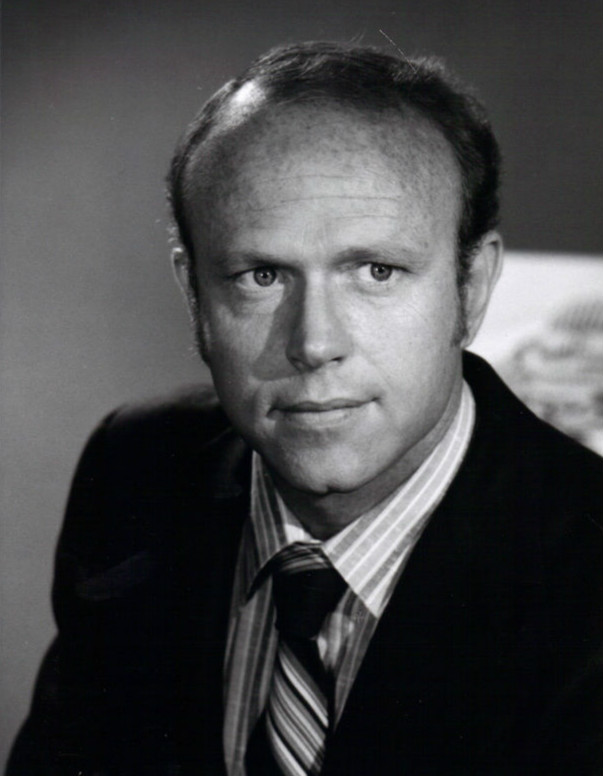
Alan Fudge (1944–2011)

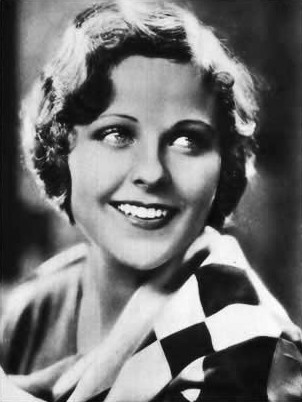
Barbara Kent (1907–2011)

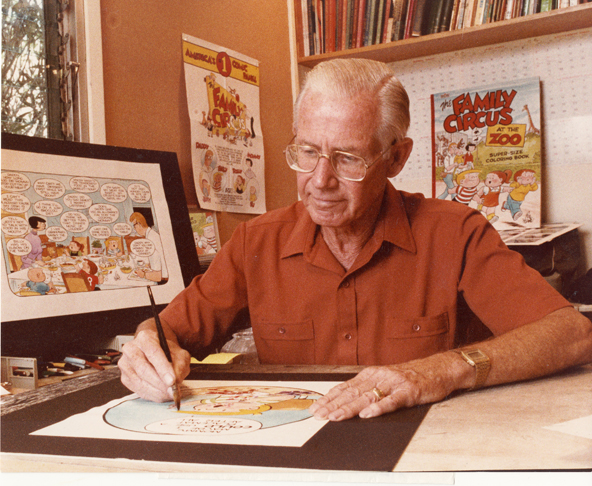
Bil Keane (1922–2011)

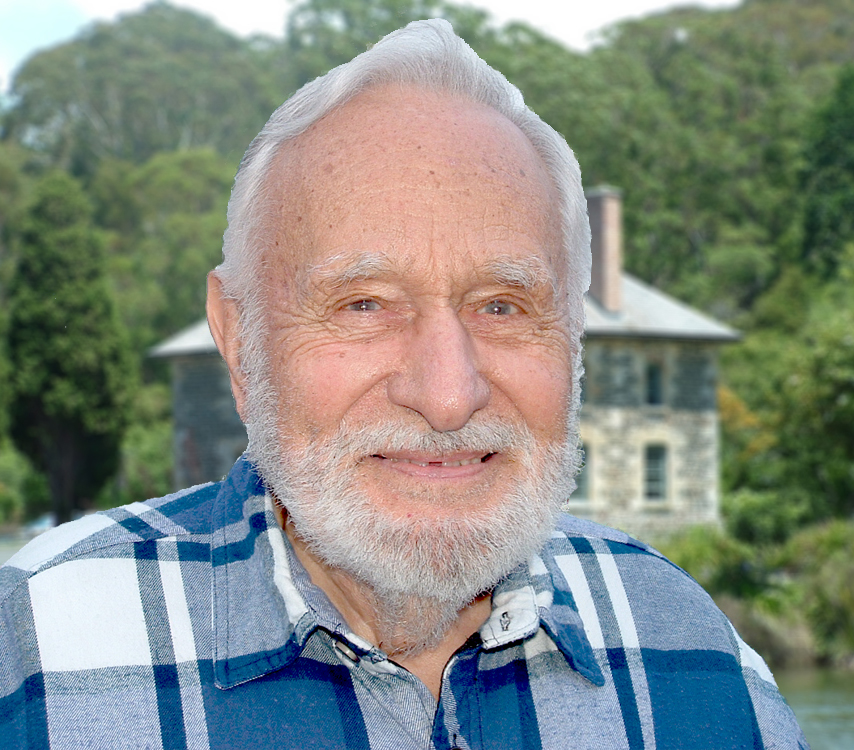
Russell Garcia (1916–2011)

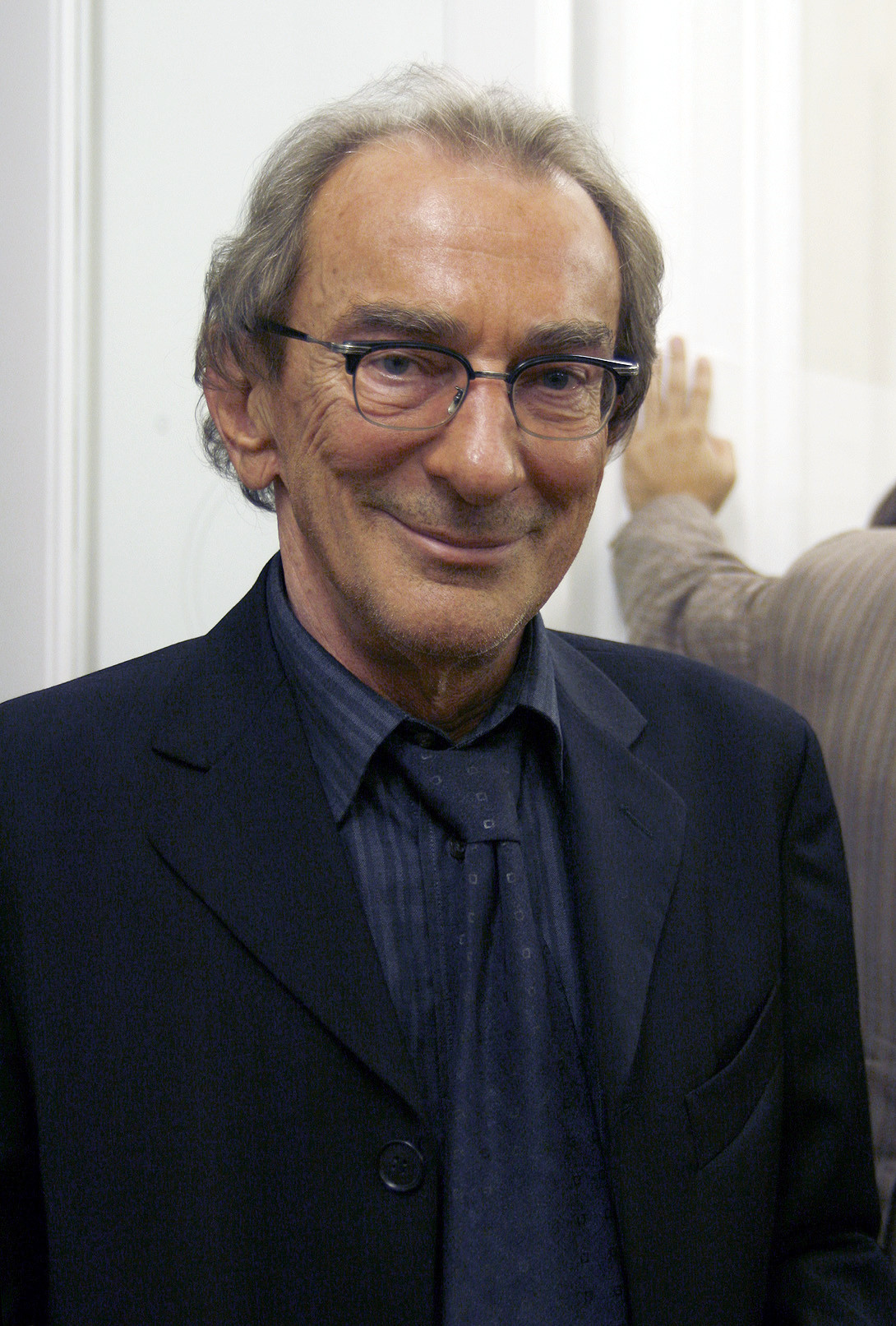
Ludwig Hirsch (1946–2011)

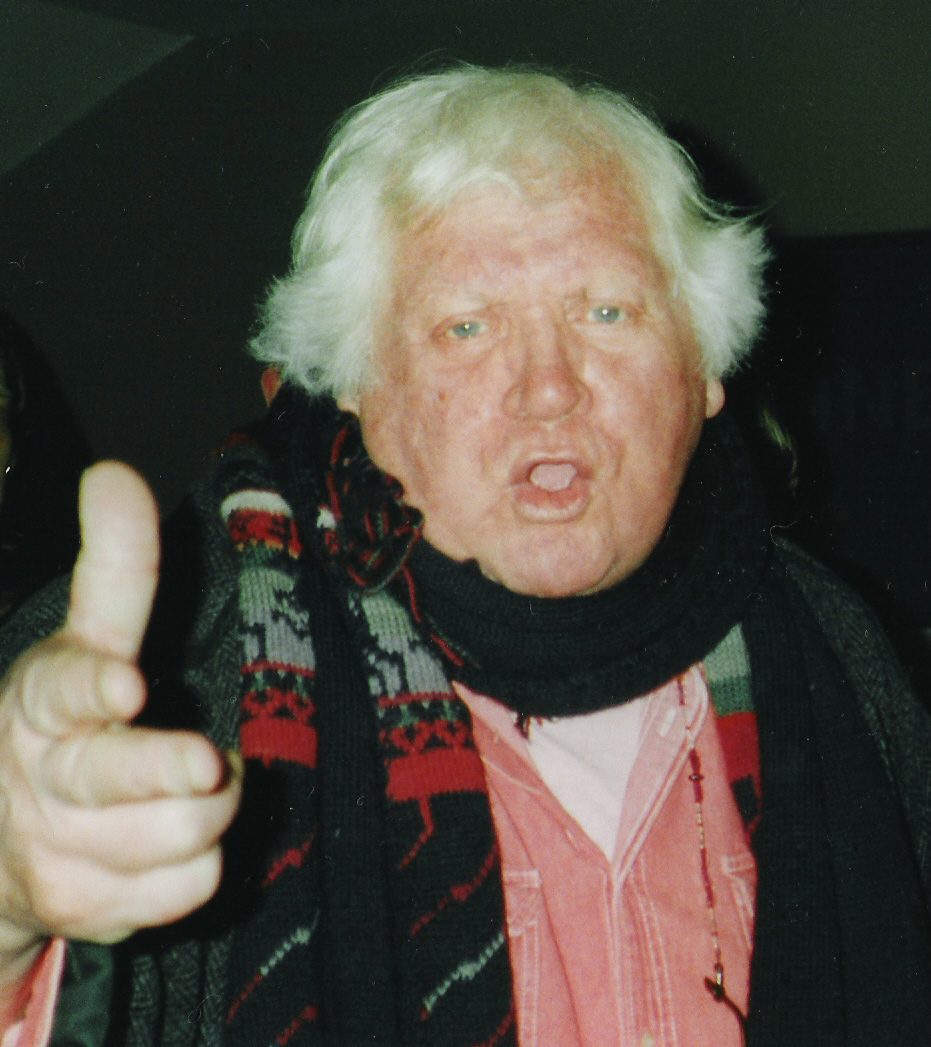
Ken Russell (1927–2011)

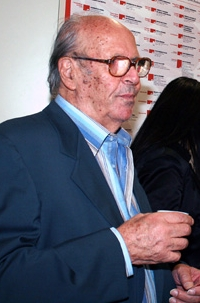
Vittorio De Seta (1923–2011)

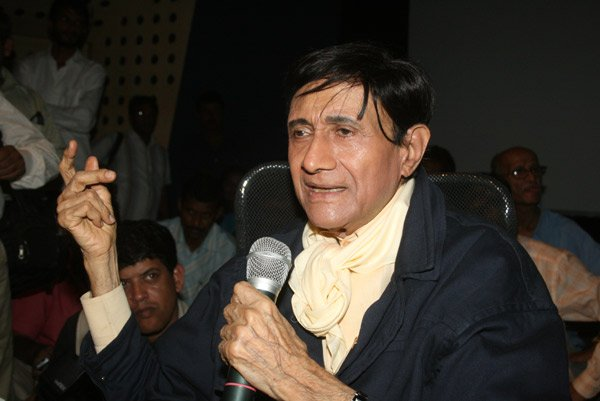
Dev Anand (1923–2011)

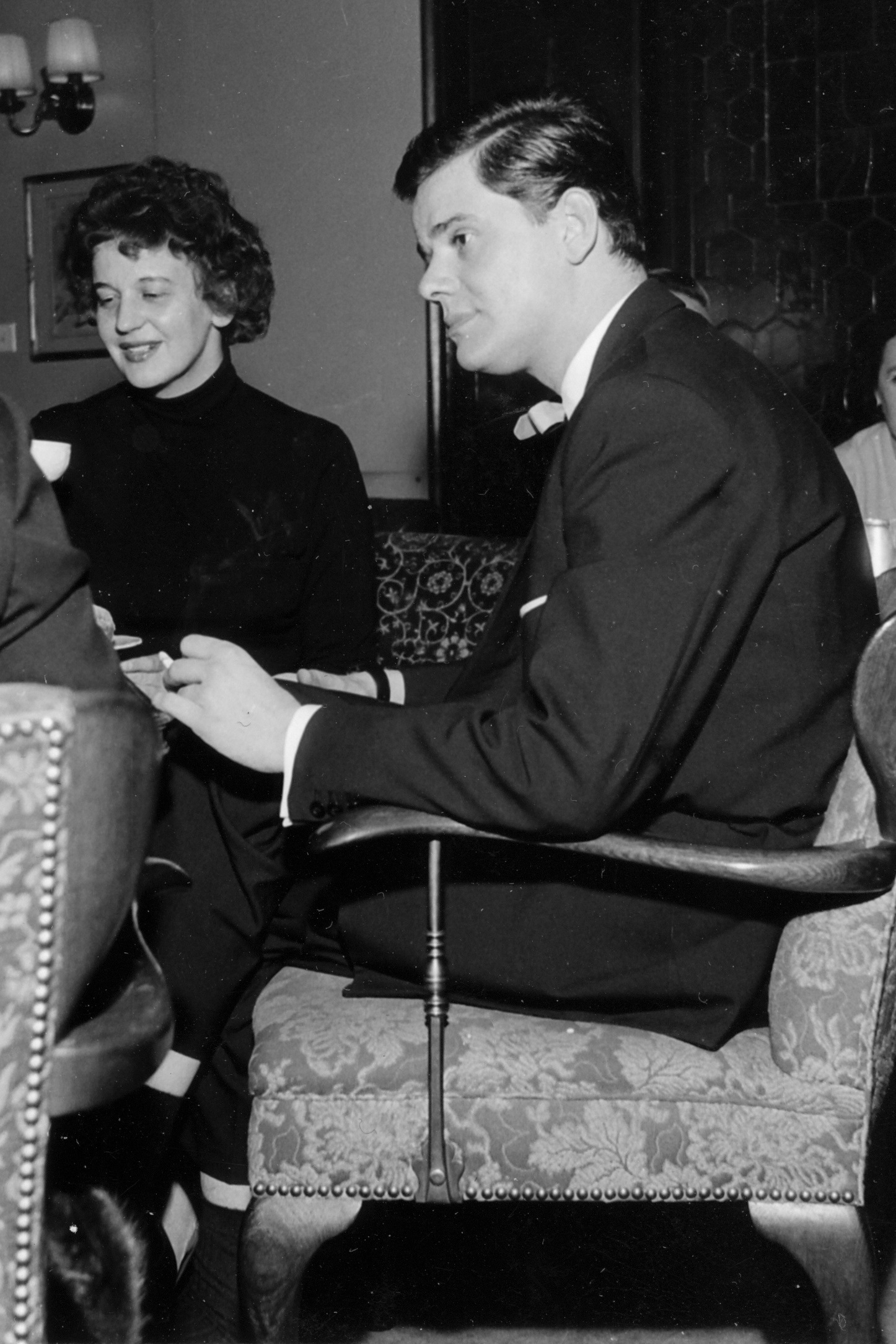
Walter Giller (1927–2011)

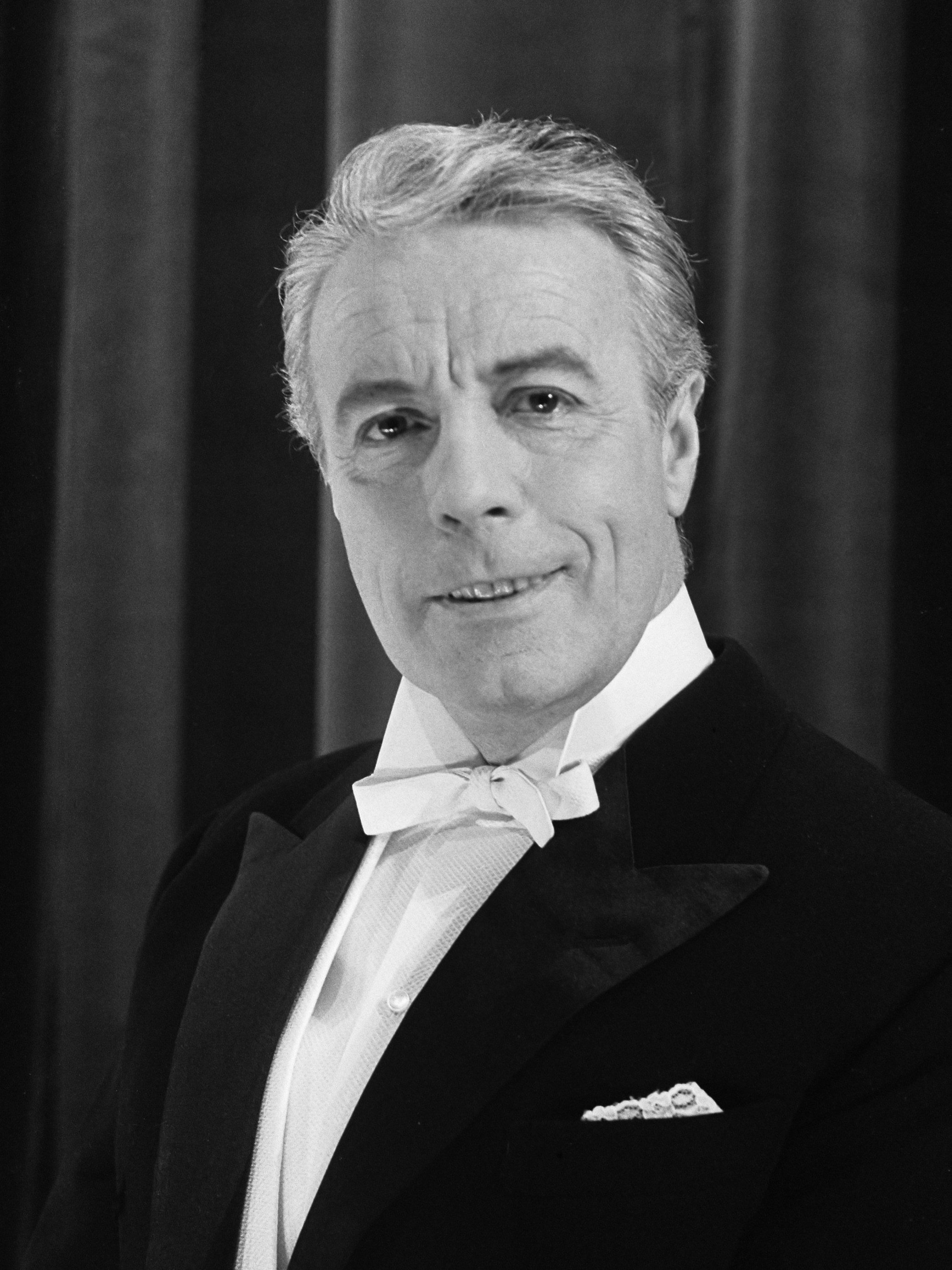
Johannes Heesters (1903–2011)

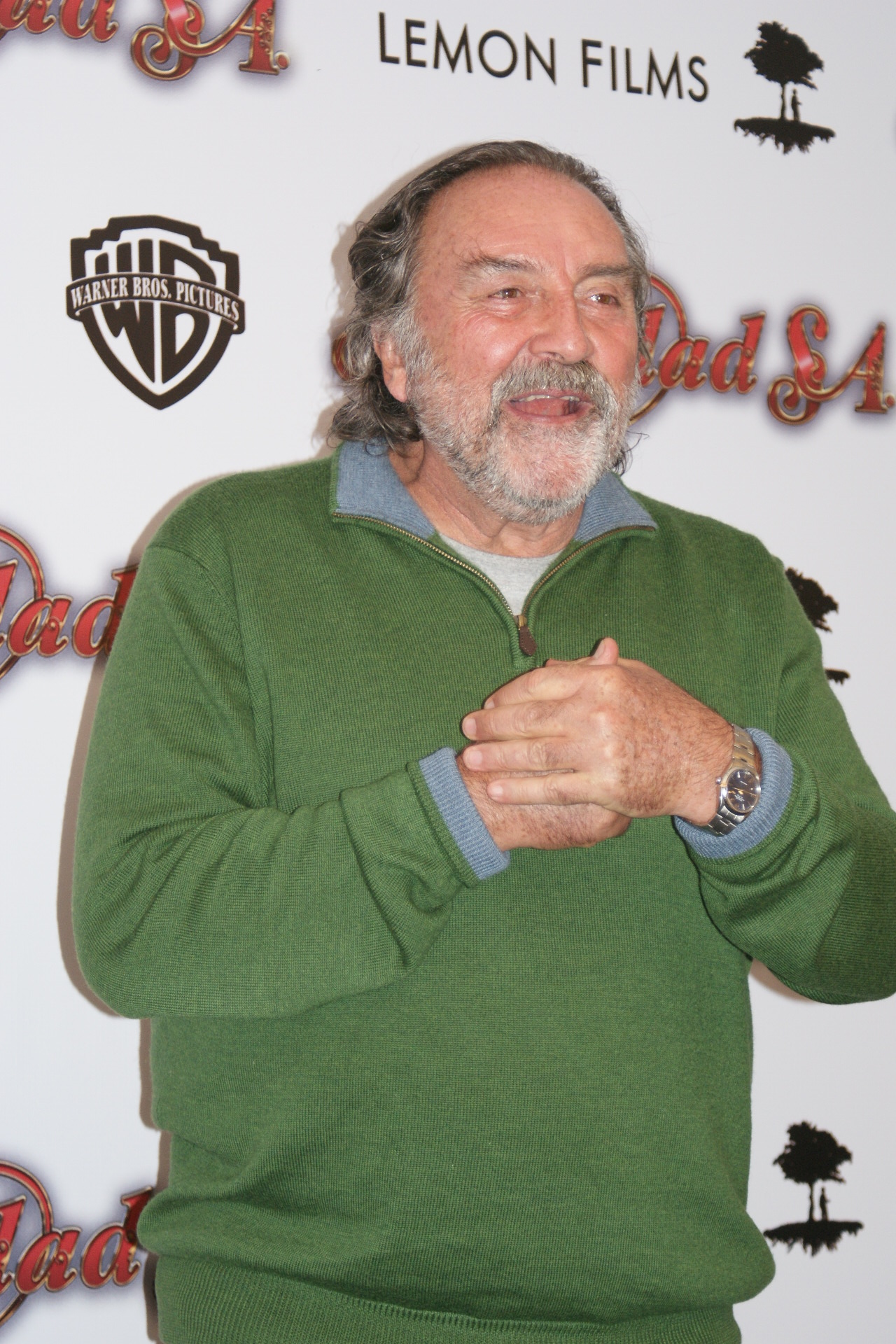
Pedro Armendáriz Jr. (1940–2011)

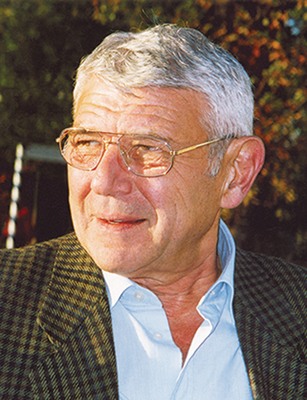
Iwan Andonow (1934–2011)

- 01. Oktober: David Bedford, britischer Komponist (* 1937)
- 01. Oktober: Thomas Freudensprung, österreichischer Schauspieler (* 1965)
- 01. Oktober: James Troesh, US-amerikanischer Schauspieler und Drehbuchautor (* 1956)
- 01. Oktober: Linda Silva, portugiesische Schauspielerin (* 1942)
- 02. Oktober: Peter Przygodda, deutscher Filmeditor und Regisseur (* 1941)
- 02. Oktober: François Abou Salem, französisch-palästinensischer Schauspieler und Regisseur (* 1951)
- 02. Oktober: Pavlos Tasios, griechischer Drehbuchautor, Produzent und Regisseur (* 1942)
- 03. Oktober: Kay Armen, US-amerikanische Schauspielerin (* 1915)
- 04. Oktober: Doris Belack, US-amerikanische Schauspielerin (* 1926)
- 04. Oktober: Shmuel Shilo, israelischer Schauspieler und Regisseur (* 1929)
- 04. Oktober: Muzaffer Tema, türkischer Schauspieler und Produzent (* 1919)
- 05. Oktober: Charles Napier, US-amerikanischer Schauspieler (* 1936)
- 05. Oktober: Billy Naylor, US-amerikanischer Schauspieler (* 1916)
- 06. Oktober: Diane Cilento, australische Schauspielerin (* 1932)
- 06. Oktober: Birgit Rosengren, schwedische Schauspielerin (* 1912)
- 07. Oktober: George Baker, britischer Schauspieler (* 1931)
- 07. Oktober: Paul Kent, US-amerikanischer Schauspieler (* 1930)
- 07. Oktober: Andrew Laszlo, US-amerikanischer Kameramann (* 1926)
- 07. Oktober: Gianni Musy, italienischer Schauspieler (* 1931)
- 07. Oktober: Marilyn Nash, US-amerikanische Schauspielerin (* 1926)
- 08. Oktober: David Alexander Hess, US-amerikanischer Komponist, Produzent und Schauspieler (* 1942)
- 08. Oktober: Shirley Prestia, US-amerikanische Schauspielerin (* ?)
- 09. Oktober: Ray Aranha, US-amerikanischer Schauspieler und Regisseur (* 1939)
- 09. Oktober: Rob Buckman, britisch-kanadischer Schauspieler und Drehbuchautor (* 1948)
- 09. Oktober: Vibeke Falk, norwegische Schauspielerin (* 1918)
- 09. Oktober: Mark Kingston, britischer Schauspieler (* 1934)
- 10. Oktober: Ray Aghayan, US-amerikanischer Kostümbildner (* 1928)
- 10. Oktober: Alan Fudge, US-amerikanischer Schauspieler (* 1944)
- 10. Oktober: Otto Tausig, österreichischer Schauspieler, Drehbuchautor und Regisseur (* 1922)
- 10. Oktober: Klaus-Peter Thiele, deutscher Schauspieler (* 1940)
- 11. Oktober: José Vasconcelos, brasilianischer Schauspieler und Komiker (* 1926)
- 12. Oktober: Heinz Bennent, deutscher Schauspieler (* 1921)
- 12. Oktober: Patricia Breslin, US-amerikanische Schauspielerin (* 1931)
- 12. Oktober: Peter Hammond, britischer Schauspieler und Regisseur (* 1923)
- 12. Oktober: János Herskó, ungarischer Schauspieler, Drehbuchautor und Regisseur (* 1926)
- 12. Oktober: Dieudonné Kabongo, kongolesisch-belgischer Schauspieler und Komponist (* 1926)
- 13. Oktober: Sheila Allen, britische Schauspielerin (* 1932)
- 13. Oktober: Barbara Kent, kanadische Schauspielerin (* 1907)
- 15. Oktober: Betty Driver, britische Sängerin und Schauspielerin (* 1920)
- 15. Oktober: Franko Strmotić, kroatischer Schauspieler (* 1944)
- 16. Oktober: Pete Rugolo, US-amerikanischer Komponist (* 1915)
- 17. Oktober: Poul Glargaard, dänischer Schauspieler (* 1942)
- 17. Oktober: Osvaldo Guidi, argentinischer Schauspieler (* 1964)
- 18. Oktober: Ramas Tschchikwadse, sowjetisch-georgischer Schauspieler (* 1928)
- 18. Oktober: Norman Corwin, US-amerikanischer Drehbuchautor, Produzent und Regisseur (* 1910)
- 18. Oktober: Paul Everac, rumänischer Dramaturg und Drehbuchautor (* 1924)
- 18. Oktober: Enrico Luzi, italienischer Schauspieler (* 1919)
- 19. Oktober: Jeff Rudom, US-amerikanischer Schauspieler (* 1960)
- 19. Oktober: Rodney Sheldon, US-amerikanischer Produzent und Drehbuchautor (* 1941)
- 20. Oktober: Barry Feinstein, US-amerikanischer Journalist und Standfotograf (* 1931)
- 20. Oktober: Dennis Hall, US-amerikanischer Kameramann (* 1957)
- 20. Oktober: Sue Lloyd, britische Schauspielerin (* 1939)
- 22. Oktober: Barbara König, deutsche Schriftstellerin und Drehbuchautorin (* 1925)
- 22. Oktober: Cathal O’Shannon, irischer Journalist und Dokumentarfilmer (* 1928)
- 23. Oktober: Amnon Salomon, israelischer Kameramann (* 1941)
- 24. Oktober: Liviu Ciulei, rumänischer Schauspieler und Regisseur (* 1923)
- 24. Oktober: Morio Kita, japanischer Schriftsteller und Drehbuchautor (* 1927)
- 25. Oktober: Wyatt Knight, US-amerikanischer Schauspieler (* 1955)
- 25. Oktober: Manuel López Ochoa, mexikanischer Schauspieler und Sänger (* 1933)
- 26. Oktober: Jaropolk Lapschin, ukrainischer Regisseur und Drehbuchautor (* 1920)
- 26. Oktober: Janko Messner, österreichischer Schriftsteller und Drehbuchautor (* 1921)
- 27. Oktober: Tom Donovan, US-amerikanischer Regisseur und Produzent (* 1922)
- 27. Oktober: Sergei Goworuchin, russischer Regisseur, Drehbuchautor und Produzent (* 1961)
- 27. Oktober: T. Max Graham, US-amerikanischer Schauspieler (* 1941)
- 27. Oktober: David Wicks, US-amerikanischer Schauspieler und Stuntman (* 1941)
- 28. Oktober: Beryl Davis, britisch-amerikanische Sängerin und Schauspielerin (* 1924)
- 28. Oktober: Bernardo Jablonski, brasilianischer Schauspieler und Drehbuchautor (* 1952)
- 28. Oktober: Ram Revilla, philippinischer Schauspieler (* 1989)
- 29. Oktober: Bill Hale, US-amerikanischer Schauspieler (* 1921)
- 29. Oktober: Robert Lamoureux, französischer Schauspieler, Regisseur und Drehbuchautor (* 1920)
- 29. Oktober: Walter Vidarte, uruguayischer Schauspieler (* 1931)
- 30. Oktober: Phyllis Love, US-amerikanische Schauspielerin (* 1925)
- 31. Oktober: Alberto Anchart, argentinischer Schauspieler und Komiker (* 1931)
- 31. Oktober: Gilbert Cates, US-amerikanischer Regisseur und Produzent, Präsident der DGA (* 1934)
- 31. Oktober: Bořivoj Navrátil, tschechischer Schauspieler (* 1933)

November
- 01. November: Richard Gordon, US-amerikanischer Produzent (* 1925)
- 01. November: André Hodeir, französischer Komponist (* 1921)
- 01. November: Christiane Legrand, französische Sängerin und Synchronsprecherin (* 1930)
- 02. November: Sickan Carlsson, schwedische Schauspielerin (* 1915)
- 02. November: Rijk de Gooyer, niederländischer Schauspieler und Drehbuchautor (* 1925)
- 02. November: Bud Hoffman, US-amerikanischer Filmeditor (* 1930)
- 02. November: Sid Melton, US-amerikanischer Schauspieler und Regisseur (* 1917)
- 02. November: Boots Plata, philippinischer Regisseur, Drehbuchautor und Schauspieler (* 1944)
- 02. November: Bruno Rubeo, italienischer Szenenbildner (* 1946)
- 02. November: Leonard Stone, US-amerikanischer Schauspieler und Synchronsprecher (* 1923)
- 03. November: Rosángela Balbó, italienische Schauspielerin (* 1941)
- 04. November: Cynthia Myers, US-amerikanische Schauspielerin und Model (* 1950)
- 04. November: Andy Rooney, US-amerikanischer Journalist und Drehbuchautor (* 1919)
- 04. November: Theadora Van Runkle, US-amerikanische Kostümbildnerin (* 1928)
- 04. November: Sarah Watt, australische Regisseurin, Drehbuchautorin und Produzentin (* 1958)
- 05. November: Bhupen Hazarika, indischer Regisseur, Schauspieler, Sänger und Komponist (* 1926)
- 06. November: Margaret Field, US-amerikanische Schauspielerin (* 1922)
- 06. November: Donya Feuer, US-amerikanische Choreographin, Regisseurin und Drehbuchautorin (* 1934)
- 06. November: Hal Kanter, US-amerikanischer Drehbuchautor, Produzent und Regisseur (* 1918)
- 06. November: Deborah McNulty, US-amerikanische Maskenbildnerin (* 1955)
- 07. November: Joe Frazier, US-amerikanischer Boxer und Schauspieler (* 1944)
- 07. November: Lisbeth Movin, dänische Schauspielerin und Regisseurin (* 1917)
- 08. November: Clay Cambern, US-amerikanischer Filmeditor (* 1955)
- 08. November: Gene Cantamessa, US-amerikanischer Tontechniker (* 1931)
- 08. November: Heavy D, US-amerikanischer Musiker und Schauspieler (* 1967)
- 08. November: Ricky Hui, Hongkong-chinesischer Schauspieler (* 1946)
- 08. November: Bil Keane, US-amerikanischer Cartoonist (* 1922)
- 10. November: Petar Kralj, serbischer Schauspieler (* 1941)
- 10. November: Adrián Yospe, argentinischer Schauspieler (* 1970)
- 11. November: Lynn Deerfield, US-amerikanische Schauspielerin (* 1950)
- 11. November: Karel Mareš, tschechischer Komponist, Songwriter, Schauspieler und Theaterregisseur (* 1927)
- 15. November: Lew Borissow, sowjetisch-russischer Schauspieler (* 1933)
- 15. November: Antonio Eceiza, spanischer Regisseur und Drehbuchautor (* 1935)
- 15. November: Dulcie Gray, britische Schauspielerin (* 1915)
- 15. November: Karl Slover, US-amerikanisch-slowakischer Schauspieler (* 1918)
- 16. November: Elfie Pertramer, deutsche Schauspielerin (* 1924)
- 16. November: Maureen Swanson, britische Schauspielerin (* 1932)
- 17. November: Pierre Dumayet, französischer Drehbuchautor und Produzent (* 1923)
- 17. November: Jack Elinson, US-amerikanischer Drehbuchautor und Produzent (* 1922)
- 17. November: John Paxton, US-amerikanischer Schauspieler (* ?)
- 18. November: Mark Hall, britischer Animator und Produzent (* 1923)
- 18. November: Elisabeth Versluys, niederländische Schauspielerin (* 1923)
- 19. November: Ömer Lütfi Akad, türkischer Regisseur und Drehbuchautor (* 1916)
- 19. November: Russell Garcia, US-amerikanischer Komponist (* 1916)
- 19. November: Rolf Gérard, deutsch-italienischer Bühnenbildner und Maler (* 1916)
- 19. November: John Neville, britisch-kanadischer Schauspieler und Synchronsprecher (* 1925)
- 20. November: Lasse Brandeby, schwedischer Schauspieler und Drehbuchautor (* 1945)
- 20. November: Shelagh Delaney, britische Drehbuchautorin (* 1939)
- 20. November: Robert Party, französischer Schauspieler (* 1924)
- 20. November: Adriano Reys, brasilianischer Schauspieler (* 1933)
- 21. November: Syd Cain, britischer Filmarchitekt und Storyboardzeichner (* 1918)
- 23. November: Yvon Marciano, französischer Regisseur, Drehbuchautor und Kameramann (* 1953)
- 24. November: Walter Doniger, US-amerikanischer Regisseur, Drehbuchautor und Produzent (* 1917)
- 24. November: Ludwig Hirsch, österreichischer Sänger und Schauspieler (* 1946)
- 24. November: Rauf Khalid, pakistanischer Drehbuchautor, Regisseur und Schauspieler (* 1965?)
- 27. November: Ken Russell, britischer Regisseur, Produzent, Drehbuchautor und Schauspieler (* 1927)
- 28. November: Vittorio De Seta, italienischer Drehbuchautor und Regisseur (* 1923)
- 28. November: Valerie Steinmann, schweizerische Schauspielerin  (* 1921)
- 29. November: Patrice O’Neal, US-amerikanischer Stand-up-Comedian und Schauspieler (* 1969)
- 29. November: Carola Regnier, deutsche Schauspielerin (* 1946)
- 29. November: Alexandru Tocilescu, rumänischer Regisseur (* 1946)
- 30. November: Zdeněk Miler, tschechischer Zeichentrickfilmer (* 1921)

Dezember
- 01. Dezember: Andrei Blaier, rumänischer Regisseur (* 1933)
- 01. Dezember: Bill McKinney, US-amerikanischer Schauspieler (* 1931)
- 01. Dezember: Alan Sues, US-amerikanischer Schauspieler und Komiker (* 1926)
- 03. Dezember: Dev Anand, indischer Schauspieler, Regisseur und Produzent (* 1923)
- 04. Dezember: Adam Hanuszkiewicz, polnischer Schauspieler (* 1924)
- 07. Dezember: Harry Morgan, US-amerikanischer Schauspieler (* 1915)
- 08. Dezember: Gilbert Adair, britischer Filmkritiker und Drehbuchautor (* 1944)
- 09. Dezember: Myra Taylor, US-amerikanische Schauspielerin (* 1917)
- 09. Dezember: Christoph Engel, deutscher Schauspieler (* 1925)
- 10. Dezember: Vida Jerman, kroatische Schauspielerin (* 1939)
- 11. Dezember: Welko Kanew, bulgarischer Schauspieler (* 1948)
- 11. Dezember: Rodolfo Bottino, brasilianischer Schauspieler (* 1959)
- 11. Dezember: Lola Müthel, deutsche Schauspielerin und Hörspielsprecherin (* 1919)
- 11. Dezember: Susan Gordon, US-amerikanische Schauspielerin (* 1949)
- 12. Dezember: Predrag Ćeramilac, serbischer Schauspieler (* 1944)
- 12. Dezember: Welko Kanew, bulgarischer Schauspieler, Sänger und Komiker (* 1948)
- 12. Dezember: Alberto de Mendoza, argentinischer Schauspieler (* 1923)
- 12. Dezember: Bert Schneider, US-amerikanischer Produzent (* 1933)
- 14. Dezember: Olga Madsen, niederländische Produzentin, Regisseurin und Drehbuchautorin (* 1947)
- 14. Dezember: Gundula Rapsch, deutsche Schauspielerin (* 1963)
- 15. Dezember: Walter Giller, deutscher Schauspieler (* 1927)
- 16. Dezember: Dan Frazer, US-amerikanischer Schauspieler (* 1921)
- 16. Dezember: Robert Easton, US-amerikanischer Schauspieler (* 1930)
- 16. Dezember: Nicol Williamson, britischer Schauspieler (* 1936)
- 18. Dezember: Doe Avedon, US-amerikanische Schauspielerin und Modell (* 1925)
- 18. Dezember: Ted Markland, US-amerikanischer Schauspieler (* 1933)
- 18. Dezember: Don Sharp, britischer Regisseur, Drehbuchautor, Schauspieler und Produzent (* 1922)
- 19. Dezember: Erwin Wirschaz, deutscher Schauspieler und Hörspielsprecher (* 1923)
- 21. Dezember: Jürgen Hentsch, deutscher Schauspieler (* 1936)
- 21. Dezember: Gerd Deutschmann, deutscher Schauspieler (* 1935)
- 22. Dezember: William Duell, US-amerikanischer Schauspieler (* 1923)
- 23. Dezember: Denise Darcel, US-amerikanische Schauspielerin (* 1924)
- 24. Dezember: Johannes Heesters, niederländischer Schauspieler (* 1903)
- 26. Dezember: Barbara Lea, US-amerikanische Jazzsängerin und Schauspielerin (* 1929)
- 26. Dezember: Pedro Armendáriz junior, mexikanischer Schauspieler (* 1940)
- 28. Dezember: Charlotte Kerr, deutsche Schauspielerin, Regisseurin und Produzentin (* 1927)
- 29. Dezember: Svein Krøvel, norwegischer Kameramann (* 1946)
- 29. Dezember: Iwan Andonow, bulgarischer Schauspieler und Regisseur (* 1934)
- 31. Dezember: Anne Rose Katz, deutsche Journalistin und Drehbuchautorin (* 1923)
- 31. Dezember: Sue Dwiggins, US-amerikanische Drehbuchautorin (* 1914)